# Liste der Geotope im Landkreis Schwäbisch Hall
Diese sortierbare Liste der Geotope im Landkreis Schwäbisch Hall enthält die Geotope des baden-württembergischen Landkreises Schwäbisch Hall, die amtlichen Bezeichnungen für Namen und Nummern sowie deren geographische Lage. Die Geotope sind im Geotop-Kataster Baden-Württemberg dokumentiert und umfassen Aufschlüsse von Gesteinen, Böden, Mineralien und Fossilien sowie besondere Landschaftsteile.

## Liste
Im Landkreis sind 157 Geotope (Stand 24. Februar 2023) vom Landesamt für Geologie, Rohstoffe und Bergbau (LGRB) ausgewiesen:
| Steckbrief Nr. (PDF) | Name                                                                                     | Geotoptyp          | Gemeinde/Stadt, Gemarkung                   | Koordinaten                                        | Bild | Bemerkungen |
| -------------------- | ---------------------------------------------------------------------------------------- | ------------------ | ------------------------------------------- | -------------------------------------------------- | ---- | --- |
| 3910                 | Doline im Waldgebiet Ghäu W von Billingsbach                                             | Doline             | Blaufelden Gemarkung Billingsbach           | 49° 18′ 7,5″ N, 9° 52′ 18″ O                       |      | Geologische Einheit: ? Status: geschützt (Naturdenkmal Aktive Doline)                                                                         |
| 3911                 | Doline im Waldgebiet Kramesen W von Mittelbach                                           | Doline             | Blaufelden Gemarkung Billingsbach           | 49° 18′ 46,2″ N, 9° 51′ 50,5″ O                    |      | Geologische Einheit: Grenze Oberer Muschelkalk Unterer Keuper Status: geschützt (Naturdenkmal Doline im Gewann Kramesen)                      |
| 3912                 | Dolinenkette im Waldgebiet Ghäu W von Billingsbach                                       | Dolinen            | Blaufelden Gemarkung Billingsbach           | 49° 18′ 9,5″ N, 9° 52′ 14,6″ O                     |      | Geologische Einheit: Grenze Oberer Muschelkalk Unterer Keuper Status: geschützt (Naturdenkmal Dolinenkette (7 Dolinen, Zulauf im Nordwesten)) |
| 3913                 | Aufgelassener Steinbruch N Gammesfeld                                                    | Aufschluss         | Blaufelden Gemarkung Gammesfeld             | 49° 19′ 26,7″ N, 10° 5′ 46,6″ O                    |      | Geologische Einheit: Oberer Muschelkalk Unterer Keuper Status: geschützt (Naturdenkmal Ehemaliger Steinbruch Rohrbrunnen)                     |
| 3914                 | Kocherprallhang bei der Grimmbachmündung S von Braunsbach                                | Landschaftselement | Braunsbach Gemarkung Geislingen             | 49° 11′ 13,7″ N, 9° 47′ 18,8″ O                    |      | Geologische Einheit: Unterer Muschelkalk Status: mit geschützt (NSG Grimmbachmündung)                                                         |
| 3915                 | Kocherprallhang bei der Löwenburg S von Geislingen am Kocher                             | Landschaftselement | Braunsbach Gemarkung Geislingen             | 49° 9′ 59,3″ N, 9° 47′ 14,7″ O                     |      | Geologische Einheit: Grenzbereich Unterer Muschelkalk Mittlerer Muschelkalk Status: mit geschützt (NSG Unteres Bühlertal)                     |
| 3916                 | Doline in der Salenwiese SSE von Tierberg                                                | Doline             | Braunsbach Gemarkung Jungholzhausen         | 49° 14′ 37,4″ N, 9° 47′ 53,2″ O                    |      | Geologische Einheit: Grenze Muschelkalk Unterer Keuper Status: geschützt (Naturdenkmal Doline bei der Salenwiese)                             |
| 3917                 | Aufg. Gipssteinbruch N der Straße Bühlertann-Gaildorf                                    | Aufschluss         | Bühlertann                                  | 49° 2′ 50,7″ N, 9° 53′ 51,8″ O                     |      | Geologische Einheit: Gipskeuper Status: geschützt (Naturdenkmal Stillgelegter Gipssteinbruch nordwestl.Bühlertann)                            |
| 3918                 | Aufg. Sandgrube SSW von Heilberg an der Straße Heilberg-Gantenwald                       | Aufschluss         | Bühlerzell                                  | 48° 58′ 58,9″ N, 9° 54′ 31,4″ O                    |      | Geologische Einheit: Stubensandstein Status: geschützt (Naturdenkmal Sandbruch im Hölzle)                                                     |
| 3919                 | Aufg. Steinbruch S von Steinenbühl                                                       | Aufschluss         | Bühlerzell                                  | 48° 57′ 47,2″ N, 9° 56′ 12,8″ O                    |      | Geologische Einheit: Stubensandstein Status: geschützt (Naturdenkmal Sandbruch bei Steinenbühl)                                               |
| 3920                 | Aufg. Steinbruch NW von Geifertshofen, W der Straße Geifertshofen-Unterfischach          | Aufschluss         | Bühlerzell Gemarkung Geifertshofen          | 49° 0′ 45,7″ N, 9° 53′ 19,5″ O                     |      | Geologische Einheit: Schilfsandstein Status: geschützt (Naturdenkmal Aufgelassener Steinbruch nordwestl.Geifertshofen)                        |
| 3921                 | Aufgelassener Steinbruch Fallteich NE von Crailsheim                                     | Aufschluss         | Crailsheim                                  | 49° 9′ 12,6″ N, 10° 4′ 47,6″ O                     |      | Geologische Einheit: Lettenkeuper Status: geschützt (Naturdenkmal Fallteich)                                                                  |
| 3922                 | Reussenberg S von Triensbach                                                             | Landschaftselement | Crailsheim Gemarkung Roßfeld                | 49° 9′ 12,9″ N, 9° 59′ 58,9″ O                     |      | Geologische Einheit: ? Status: mit geschützt (NSG Reusenberg)                                                                                 |
| 3923                 | Reußenberg ca. 3000 m ENW von Crailsheim                                                 | Landschaftselement | Crailsheim Gemarkung Roßfeld                | 49° 9′ 14,6″ N, 9° 59′ 49,1″ O                     |      | Geologische Einheit: ? Status: mit geschützt (NSG Reusenberg)                                                                                 |
| 3924                 | Aufgelassener Steinbruch am N-Hang des Gewanns Espach, NE von Wollmershausen             | Aufschluss         | Crailsheim Gemarkung Tiefenbach             | 49° 10′ 44,7″ N, 10° 2′ 36,3″ O                    |      | Geologische Einheit: Oberer Muschelkalk Status: mit geschützt (NSG Jagsttal mit Seitentälern zwischen Crailsheim und Kirchberg)               |
| 3925                 | Rüdderner Moor SE von Rüddern                                                            | Moor               | Crailsheim Gemarkung Tiefenbach             | 49° 9′ 13,8″ N, 10° 1′ 25,3″ O                     |      | Geologische Einheit: ? Status: geschützt (Naturdenkmal Torfwiesen)                                                                            |
| 3926                 | Gründischer Brunnen NE von Stetten im Speltachtal W von Jagstheim                        | Quelle             | Frankenhardt Gemarkung Gründelhardt         | 49° 5′ 31,6″ N, 10° 0′ 19,1″ O                     |      | Geologische Einheit: Gipskeuper Status: geschützt (Naturdenkmal Neuer Gründischer Brunnen)                                                    |
| 3927                 | Aufg. Steinbruch am Sturz E von Eutendorf                                                | Aufschluss         | Gaildorf Gemarkung Eutendorf                | 49° 1′ 44,2″ N, 9° 46′ 42,3″ O                     |      | Geologische Einheit: Schilfsandstein Status: geschützt (Naturdenkmal Heidebiotop im Sturz)                                                    |
| 3928                 | Hohlweg im Gewann Westhalden NNW von Eutendorf                                           | Hohlweg            | Gaildorf Gemarkung Eutendorf                | 49° 2′ 10,4″ N, 9° 46′ 2,3″ O                      |      | Geologische Einheit: Gipskeuper Status: geschützt (Naturdenkmal Hohlweg nordwestlich von Eutendorf)                                           |
| 3929                 | Aufg. Steinbruch am Sturz ca. 700 m E von Eutendorf                                      | Aufschluss         | Gaildorf Gemarkung Eutendorf                | 49° 1′ 44,5″ N, 9° 46′ 41,8″ O                     |      | Geologische Einheit: Schilfsandstein Status: geschützt (Naturdenkmal Heidebiotop im Sturz)                                                    |
| 3930                 | Doline im Gewann Wasserklinge E von Michelbach                                           | Doline             | Gerabronn Gemarkung Michelbach              | 49° 14′ 49,2″ N, 9° 54′ 12,7″ O                    |      | Geologische Einheit: Grenze Oberer Muschelkalk Unterer Keuper Status: geschützt (Naturdenkmal Doline mit Pappel u. Gehölz)                    |
| 3931                 | Doline im Gewann Heide N vom Kupferhof, WSW von Gerabronn                                | Doline             | Gerabronn Gemarkung Michelbach              | 49° 14′ 42,6″ N, 9° 54′ 19,5″ O                    |      | Geologische Einheit: Unterer Keuper Status: geschützt (Naturdenkmal 2 Dolinen am Kupferhof)                                                   |
| 3932                 | Doline im Gewann Tatzen ESE vom Kupferhof, SW von Gerabronn                              | Doline             | Gerabronn Gemarkung Michelbach              | 49° 14′ 21,5″ N, 9° 54′ 33,9″ O                    |      | Geologische Einheit: Unterer Keuper Status: geschützt (Naturdenkmal Doline mit Esche)                                                         |
| 3933                 | Doline NE von Mistlau                                                                    | Doline             | Kirchberg an der Jagst Gemarkung Gaggstatt  | 49° 12′ 10,4″ N, 10° 1′ 0,3″ O                     |      | Geologische Einheit: Grenze Oberer Muschelkalk Unterer Keuper Status: geschützt (Naturdenkmal Doline mit Bewuchs)                             |
| 3934                 | Jagstprallhang am Sandberg S von Kirchberg, SW von Mistlau                               | Landschaftselement | Kirchberg an der Jagst Gemarkung Gaggstatt  | 49° 11′ 39,9″ N, 9° 59′ 53″ O                      |      | Geologische Einheit: Oberer Muschelkalk Status: mit geschützt (NSG Jagsttal mit Seitentälern zwischen Crailsheim und Kirchberg)               |
| 3935                 | Aufg. Steinbruch am nördl. Talhang des Kropfbergs E von Mistlau                          | Aufschluss         | Kirchberg an der Jagst Gemarkung Gaggstatt  | 49° 11′ 51,1″ N, 10° 0′ 49″ O                      |      | Geologische Einheit: Oberer Muschelkalk Status: mit geschützt (NSG Jagsttal mit Seitentälern zwischen Crailsheim und Kirchberg)               |
| 3936                 | Mistlauer Umlaufberg N Lobenhausen, SE von Mistlau                                       | Landschaftselement | Kirchberg an der Jagst Gemarkung Gaggstatt  | 49° 11′ 46,2″ N, 10° 0′ 53,9″ O                    |      | Geologische Einheit: Oberer Muschelkalk Status: mit geschützt (NSG Jagsttal mit Seitentälern zwischen Crailsheim und Kirchberg)               |
| 3937                 | Böschung (Bergrutsch) N der Lobenhauser Mühle                                            | Aufschluss         | Kirchberg an der Jagst Gemarkung Gaggstatt  | 49° 11′ 24,5″ N, 10° 0′ 16,4″ O                    |      | Geologische Einheit: Oberer Muschelkalk Status: mit geschützt (NSG Jagsttal mit Seitentälern zwischen Crailsheim und Kirchberg)               |
| 3938                 | Aufg Steinbruch bei Weckelweiler N von Kirchberg an der Jagst                            | Aufschluss         | Kirchberg an der Jagst                      | 49° 12′ 50,1″ N, 9° 59′ 23,8″ O                    |      | Geologische Einheit: Oberer Muschelkalk und Unterer Keuper Status: geschützt (Naturdenkmal Alter Steinbruch bei Weckelweiler)                 |
| 3939                 | Sauerbrunnen in Kirchheim an der Jagst                                                   | Quelle             | Kirchberg an der Jagst Gemarkung Landsiedel | 49° 12′ 35,7″ N, 9° 59′ 3,7″ O                     |      | Geologische Einheit: ? Status: geschützt (Naturdenkmal Sauerbrunnen mit Riedwiesen)                                                           |
| 3940                 | Aufgelassener Steinbruch mit Höhle im Großen Weilerholz E von Lobenhausen                | Aufschluss         | Kirchberg an der Jagst                      | 49° 11′ 6,2″ N, 9° 59′ 22,2″ O                     |      | Geologische Einheit: Oberer Muschelkalk Status: geschützt (Naturdenkmal Alter Steinbruch bei Lendsiedel)                                      |
| 3941                 | Erdfälle ca. 2500 m SE von Laßbach an der Straße nach Zottishofen                        | Dolinen            | Langenburg Gemarkung Bächlingen             | 49° 14′ 43,1″ N, 9° 49′ 39,1″ O                    |      | Geologische Einheit: Oberer Muschelkalk Status: geschützt (Naturdenkmal Dolinen in der Kronhalde)                                             |
| 3942                 | Doline am südl. Waldrand von Schloss Ludwigsruhe N von Michelbach                        | Doline             | Langenburg                                  | 49° 15′ 25,8″ N, 9° 53′ 22,4″ O                    |      | Geologische Einheit: ? Status: geschützt (Naturdenkmal Baumgruppe mit Doline)                                                                 |
| 3943                 | Aufg. Steinbruch am Hofbergle SE von Mönchsberg                                          | Aufschluss         | Mainhardt Gemarkung Hütten                  | 49° 3′ 32,2″ N, 9° 34′ 18,2″ O                     |      | Geologische Einheit: Stubensandstein Status: geschützt (Naturdenkmal Alter Steinbruch südöstl. Mönchsberg)                                    |
| 3944                 | Steinbruch an der Brandhalde E von Michelbach an der Bilz                                | Aufschluss         | Michelbach an der Bilz                      | 49° 4′ 8,2″ N, 9° 46′ 49,4″ O                      |      | Geologische Einheit: Schilfsandstein Status: geschützt (Naturdenkmal Alter Sandsteinbruch)                                                    |
| 3945                 | Aufg. Gipsgrube NE von Hirschfelden, östl. der Straße Westheim-Michelbach an der Bitz    | Aufschluss         | Michelbach an der Bilz                      | 49° 3′ 49,3″ N, 9° 45′ 30,3″ O                     |      | Geologische Einheit: Gipskeuper Status: geschützt (Naturdenkmal Feuchtgebiet im alten Gipsbruch Hirschfelden)                                 |
| 3946                 | Felsblöcke auf dem Flinsberg bei der Ziegelhütte E von Ebersberg                         | Felsformation      | Oberrot                                     | 49° 1′ 18,9″ N, 9° 38′ 9″ O                        |      | Geologische Einheit: Feuerstein Status: geschützt (Naturdenkmal Flehnsberg, Feuersteinklötze auf dem Gipfel)                                  |
| 3947                 | Zwei aufg. Steinbrüche NW von Frankenberg                                                | Aufschluss         | Oberrot                                     | 49° 2′ 25,3″ N, 9° 40′ 41″ O                       |      | Geologische Einheit: Stubensandstein Status: geschützt (Naturdenkmal 2 alte Sandgruben bei Frankenberg)                                       |
| 3948                 | Aufg. Sandgrube E von Frankenberg                                                        | Aufschluss         | Oberrot                                     | 49° 2′ 11,3″ N, 9° 41′ 10,3″ O                     |      | Geologische Einheit: Stubensandstein Status: geschützt (Naturdenkmal Aufgelassene Sandgrube östlich von Frankenberg)                          |
| 3949                 | Wegböschung im Hohlweg S von Unterfischach am Anstieg zum Göbelsrain                     | Aufschluss         | Obersontheim Gemarkung Mittelfischach       | 49° 1′ 4,8″ N, 9° 52′ 36″ O                        |      | Geologische Einheit: Schilfsandstein Status: geschützt (Naturdenkmal Alter Hohlweg südl. von Oberfischach)                                    |
| 3950                 | Aufg. Steinbruch am Bärenstein WNW Bölgental, NE von Lobenhausen                         | Aufschluss         | Satteldorf Gemarkung Gröningen              | 49° 11′ 26,8″ N, 10° 0′ 46,1″ O                    |      | Geologische Einheit: Oberer Muschelkalk Status: mit geschützt (NSG Jagsttal mit Seitentälern zwischen Crailsheim und Kirchberg)               |
| 3951                 | Aufgelassener Steinbruch bei der Wüstung Gaismühle an der Jagst N von Wollmershausen     | Aufschluss         | Satteldorf Gemarkung Gröningen              | 49° 10′ 43,4″ N, 10° 2′ 4,2″ O                     |      | Geologische Einheit: Oberer Muschelkalk Status: mit geschützt (NSG Jagsttal mit Seitentälern zwischen Crailsheim und Kirchberg)               |
| 3952                 | Felswand an der Gronach-Mündung NE Wollmershausen, E der Gaismühle                       | Felsformation      | Satteldorf Gemarkung Gröningen              | 49° 10′ 45,5″ N, 10° 2′ 24″ O                      |      | Geologische Einheit: Kalktuff Status: mit geschützt (NSG Jagsttal mit Seitentälern zwischen Crailsheim und Kirchberg)                         |
| 3953                 | Aufgelassener Steinbruch SW von Satteldorf                                               | Aufschluss         | Satteldorf                                  | 49° 9′ 40,8″ N, 10° 4′ 1,4″ O                      |      | Geologische Einheit: Oberer Muschelkalk Status: mit geschützt (NSG Jagsttal mit Seitentälern zwischen Crailsheim und Kirchberg)               |
| 3954                 | Doline im Waldgebiet Kohlplatte W von Windisch-Bockenfeld                                | Doline             | Schrozberg Gemarkung Leuzendorf             | 49° 20′ 55,6″ N, 10° 4′ 18,4″ O                    |      | Geologische Einheit: Unterer Keuper Status: geschützt (Naturdenkmal Doline im Gewann Kohlplatte)                                              |
| 3955                 | Doline im Gewann Pfadfeld SW von Windisch-Bockenfeld                                     | Doline             | Schrozberg Gemarkung Leuzendorf             | 49° 20′ 47,4″ N, 10° 4′ 27,1″ O                    |      | Geologische Einheit: Unterer Keuper Status: geschützt (Naturdenkmal Doline im Gewann Pfadfeld)                                                |
| 3956                 | Dolinen im Gewann Straßenäcker SSW Windisch-Bockenfeld                                   | Dolinen            | Schrozberg Gemarkung Leuzendorf             | 49° 20′ 26,6″ N, 10° 4′ 8,9″ O                     |      | Geologische Einheit: Unterer Keuper Status: geschützt (Naturdenkmal 2 Dolinen im Gewann Dürrbiegel)                                           |
| 3957                 | Doline in Wolfskreut                                                                     | Doline             | Schrozberg Gemarkung Leuzendorf             | 49° 20′ 8,6″ N, 10° 3′ 52,1″ O                     |      | Geologische Einheit: Unterer Keuper Status: geschützt (Naturdenkmal Doline in Wolfskreut)                                                     |
| 3958                 | Doline im Gewann Herrenwiesen S von Wolfskreut                                           | Doline             | Schrozberg Gemarkung Leuzendorf             | 49° 19′ 54,1″ N, 10° 3′ 45,9″ O                    |      | Geologische Einheit: Unterer Keuper Status: geschützt (Naturdenkmal Doline im Gewann Herrenwiesen)                                            |
| 3959                 | Doline im Gewann Nonnenwiesen NW von Schmalfelden                                        | Doline             | Schrozberg Gemarkung Schmalfelden           | 49° 19′ 51,6″ N, 10° 1′ 12,8″ O                    |      | Geologische Einheit: Unterer Keuper Status: geschützt (Naturdenkmal Doline im Gewann Zwerchäcker)                                             |
| 3960                 | Doline im Gewann Seeäcker NNE von Schmalfelden                                           | Doline             | Schrozberg Gemarkung Schmalfelden           | 49° 19′ 54,2″ N, 10° 1′ 47″ O                      |      | Geologische Einheit: Grenzbereich Oberer Muschelkalk Unterer Keuper Status: geschützt (Naturdenkmal Doline nördlich Schmalfelden)             |
| 3961                 | Doline im Gewann Gereut WSW von Schmalfelden                                             | Doline             | Schrozberg Gemarkung Schmalfelden           | 49° 19′ 27,4″ N, 10° 1′ 5,8″ O                     |      | Geologische Einheit: Unterer Keuper Status: geschützt (Naturdenkmal Doline mit verschwindendem Bach)                                          |
| 3962                 | Doline im Gewann Gereut SW von Schmalfelden                                              | Doline             | Schrozberg Gemarkung Schmalfelden           | 49° 19′ 22,4″ N, 10° 1′ 18,1″ O                    |      | Geologische Einheit: Unterer Keuper Status: geschützt (Naturdenkmal Doline im Wald)                                                           |
| 3963                 | Lehmgrube bei Schrozberg an der Straße nach Speikheim                                    | Aufschluss         | Schrozberg                                  | 49° 20′ 40,8″ N, 9° 59′ 59″ O                      |      | Geologische Einheit: PleistozänerSchlufflehm Status: geschützt (Naturdenkmal Aufgelassene Tongrube)                                           |
| 3964                 | Dolinen (Erdfallfeld) SW von Obereichenrot                                               | Dolinen            | Schrozberg Gemarkung Spielbach              | 49° 21′ 28″ N, 10° 2′ 34″ O                        |      | Geologische Einheit: Unterer Keuper Status: geschützt (Naturdenkmal Dolinenkette bei Obereichenrot)                                           |
| 3965                 | Aufg. Steinbruch im Steingrüble SE von Enslingen                                         | Aufschluss         | Schwäbisch Hall Gemarkung Eltershofen       | 49° 9′ 17,2″ N, 9° 45′ 42,7″ O                     |      | Geologische Einheit: Unterer Keuper Status: geschützt (Naturdenkmal Alter Steinbruch im Gewann Steingrüble)                                   |
| 3966                 | Aufg. Steinbruch E von Gottwollshausen                                                   | Aufschluss         | Schwäbisch Hall Gemarkung Gottwollshausen   | 49° 7′ 18,8″ N, 9° 43′ 39,6″ O                     |      | Geologische Einheit: Oberer Muschelkalk Status: geschützt (Naturdenkmal Ehemaliger Steinbruch bei Gottwollshausen)                            |
| 3967                 | Aufg. Steinbruch an der Hessentaler Steige SW von Hessental                              | Aufschluss         | Schwäbisch Hall                             | 49° 5′ 54″ N, 9° 45′ 28,5″ O                       |      | Geologische Einheit: Oberer Muschelkalk Status: geschützt (Naturdenkmal Alter Steinbruch an der Hessentaler Straße)                           |
| 3968                 | Quellgebiet Neunbronnen NE von Sulzdorf                                                  | Quelle             | Schwäbisch Hall Gemarkung Sulzdorf          | 49° 6′ 52,9″ N, 9° 51′ 55,5″ O                     |      | Geologische Einheit: Oberer Muschelkalk/Mittlerer Muschelkalk Status: geschützt (Naturdenkmal Quelle bei Neunbronn)                           |
| 3969                 | Rutschgelände im Nestelwald, ca. 1000 m S von Sulzbach                                   | Landschaftselement | Sulzbach-Laufen                             | 48° 57′ 26,8″ N, 9° 50′ 36,7″ O                    |      | Geologische Einheit: Bunte Mergel Status: mit geschützt (NSG Bärenwirtshalde - Steinklinge)                                                   |
| 3970                 | Bachriss und Wasserfall im Eisbachtal NNW von Sulzbach am Kocher                         | Wasserfall         | Sulzbach-Laufen                             | 48° 59′ 1,3″ N, 9° 49′ 53,5″ O                     |      | Geologische Einheit: Gipskeuper Status: geschützt (Naturdenkmal Wasserfall des Eisbach)                                                       |
| 3971                 | Kupfermoor zwischen Kupfer und Gailenkirchen                                             | Moor               | Untermünkheim Gemarkung Übrigshausen        | 49° 9′ 50,2″ N, 9° 41′ 24,1″ O                     |      | Geologische Einheit: Gipskeuper Status: mit geschützt (NSG Kupfermoor)                                                                        |
| 3972                 | Aufschlüsse am S-Hang der Stöckenburg in Vellberg                                        | Aufschluss         | Vellberg                                    | 49° 5′ 16,9″ N, 9° 52′ 42,9″ O                     |      | Geologische Einheit: Oberer Muschelkalk Status: mit geschützt (NSG Gipsbruch Kirchbühl)                                                       |
| 3973                 | Doline W von Wallhausen                                                                  | Doline             | Wallhausen                                  | 49° 12′ 37″ N, 10° 2′ 48,6″ O                      |      | Geologische Einheit: Unterer Keuper Status: geschützt (Naturdenkmal 2 Dolinen im Unteren Leicher)                                             |
| 3974                 | Weidenbach-Schwinde NW von Wallhausen                                                    | Landschaftselement | Wallhausen                                  | 49° 13′ 9,2″ N, 10° 3′ 3,1″ O                      |      | Geologische Einheit: Oberer Muschelkalk Status: geschützt (Naturdenkmal Weidenbachversickerung)                                               |
| 3975                 | Ehemalige Burg Hopfach SE von Cröffelbach                                                | Landschaftselement | Wolpertshausen                              | 49° 9′ 17,8″ N, 9° 49′ 42,1″ O                     |      | Geologische Einheit: Oberer Muschelkalk Status: geschützt (Naturdenkmal Dolinen und Erdspalte südöstl. von Cröffelbach)                       |
| 3976                 | Doline mit Einlauf                                                                       | Doline             | Blaufelden Gemarkung Billingsbach           | 49° 18′ 6,6″ N, 9° 52′ 29,4″ O                     |      | Geologische Einheit: Oberer Muschelkalk Status: geschützt (Naturdenkmal Doline mit Einlauf)                                                   |
| 3977                 | Doline E von Bilingsbach                                                                 | Doline             | Blaufelden Gemarkung Billingsbach           | 49° 18′ 14,6″ N, 9° 54′ 29,8″ O                    |      | Geologische Einheit: Oberer Muschelkalk Status: geschützt (Naturdenkmal Doline östlich von Billingsbach)                                      |
| 3978                 | Doline südlich von Billingsbach                                                          | Doline             | Blaufelden Gemarkung Billingsbach           | 49° 17′ 57,4″ N, 9° 53′ 53,3″ O                    |      | Geologische Einheit: Oberer Muschelkalk Status: geschützt (Naturdenkmal Doline südlich von Billingsbach)                                      |
| 3979                 | Alter Steinbruch bei Blaufelden                                                          | Aufschluss         | Blaufelden                                  | 49° 18′ 15,8″ N, 9° 58′ 41,8″ O                    |      | Geologische Einheit: Oberer Muschelkalk Status: geschützt (Naturdenkmal Alter Steinbruch bei Blaufelden)                                      |
| 3980                 | Doline mit Erlengebüsch                                                                  | Doline             | Blaufelden                                  | 49° 17′ 30,8″ N, 9° 59′ 34,3″ O                    |      | Geologische Einheit: Oberer Muschelkalk Status: geschützt (Naturdenkmal Doline mit Erlengebüsch)                                              |
| 3981                 | Alter Steinbruch bei Blaufelden                                                          | Aufschluss         | Blaufelden                                  | 49° 18′ 9,7″ N, 9° 57′ 53,6″ O                     |      | Geologische Einheit: Oberer Muschelkalk Status: geschützt (Naturdenkmal Alter Steinbruch bei Blaufelden)                                      |
| 3982                 | Doline im Erlenbrunnen                                                                   | Doline             | Blaufelden                                  | 49° 17′ 32,1″ N, 9° 59′ 53,2″ O                    |      | Geologische Einheit: Oberer Muschelkalk Status: geschützt (Naturdenkmal Doline im Erlenbrunnen)                                               |
| 3983                 | 2 Dolinen im Käsbrunnengrund                                                             | Dolinen            | Blaufelden                                  | 49° 17′ 14,8″ N, 9° 57′ 37,7″ O                    |      | Geologische Einheit: Oberer Muschelkalk Status: geschützt (Naturdenkmal 2 Dolinen im Käsbrunnengrund)                                         |
| 3984                 | Doline beim Eichhölzle                                                                   | Doline             | Blaufelden                                  | 49° 16′ 55,8″ N, 9° 57′ 59,6″ O                    |      | Geologische Einheit: Oberer Muschelkalk Status: geschützt (Naturdenkmal Doline beim Eichhölzle)                                               |
| 3985                 | Doline am Körrweg                                                                        | Doline             | Blaufelden                                  | 49° 16′ 50,1″ N, 9° 58′ 25,2″ O                    |      | Geologische Einheit: Oberer Muschelkalk Status: geschützt (Naturdenkmal Doline am Körrweg)                                                    |
| 3986                 | Dolinen u. verlandender Tümpel im Gewann Vordere Birke                                   | Dolinen            | Blaufelden                                  | 49° 18′ 25,3″ N, 9° 59′ 8,2″ O                     |      | Geologische Einheit: Unterer Keuper Status: geschützt (Naturdenkmal Dolinen u.verlandender Tümpel im Gew.Vordere Birke)                       |
| 3987                 | Doline bei Emmertsbühl                                                                   | Doline             | Blaufelden Gemarkung Emmertsbühl            | 49° 17′ 2″ N, 10° 0′ 26,7″ O                       |      | Geologische Einheit: Oberer Muschelkalk Status: geschützt (Naturdenkmal Doline bei Emmertsbühl)                                               |
| 3988                 | Doline im Gewann Kreuzau                                                                 | Doline             | Blaufelden Gemarkung Engelhardshausen       | 49° 16′ 51,2″ N, 10° 0′ 47,8″ O                    |      | Geologische Einheit: ? Status: geschützt (Naturdenkmal Doline im Gewann Kreuzau)                                                              |
| 3989                 | Doline im Gewann Odelbolds                                                               | Doline             | Blaufelden Gemarkung Engelhardshausen       | 49° 16′ 58″ N, 10° 1′ 20,1″ O                      |      | Geologische Einheit: Oberer Muschelkalk Status: geschützt (Naturdenkmal Doline im Gewann Odelbolds)                                           |
| 3990                 | 2 Dolinen im Gewann Egert                                                                | Dolinen            | Blaufelden Gemarkung Engelhardshausen       | 49° 16′ 39,1″ N, 10° 1′ 2,4″ O                     |      | Geologische Einheit: Oberer Muschelkalk Status: geschützt (Naturdenkmal 2 Dolinen im Gewann Egert)                                            |
| 3991                 | Doline                                                                                   | Doline             | Blaufelden Gemarkung Gammesfeld             | 49° 19′ 29,6″ N, 10° 4′ 26,9″ O                    |      | Geologische Einheit: Unterer Keuper Status: geschützt (Naturdenkmal Doline)                                                                   |
| 3992                 | Doline im Gewann Herstatt                                                                | Doline             | Blaufelden Gemarkung Gammesfeld             | 49° 19′ 29,5″ N, 10° 6′ 3″ O                       |      | Geologische Einheit: Oberer Muschelkalk Status: geschützt (Naturdenkmal Doline im Gewann Herstatt)                                            |
| 3993                 | Doline bei Metzholz in den weißen Äckern                                                 | Doline             | Blaufelden Gemarkung Gammesfeld             | 49° 19′ 9,6″ N, 10° 6′ 52,1″ O                     |      | Geologische Einheit: ? Status: geschützt (Naturdenkmal Doline bei Metzholz in den Weißen Äckern)                                              |
| 3994                 | Doline bei Metzholz in den Langen Äckern                                                 | Doline             | Blaufelden Gemarkung Gammesfeld             | 49° 19′ 16,7″ N, 10° 6′ 52,7″ O                    |      | Geologische Einheit: ? Status: geschützt (Naturdenkmal Doline bei Metzholz in den Langen Äckern)                                              |
| 3995                 | Doline bei Metzholz in den weißen Äckern                                                 | Doline             | Blaufelden Gemarkung Gammesfeld             | 49° 19′ 23,3″ N, 10° 7′ 19,1″ O                    |      | Geologische Einheit: ? Status: geschützt (Naturdenkmal Doline bei Metzholz in den Weißen Äckern)                                              |
| 3996                 | Doline bei Metzholz im Gewann Au                                                         | Doline             | Blaufelden Gemarkung Gammesfeld             | 49° 19′ 24,1″ N, 10° 6′ 56,9″ O                    |      | Geologische Einheit: ? Status: geschützt (Naturdenkmal Doline bei Metzholz im Gewann Au)                                                      |
| 3997                 | Doline im Reutholz bei Gammesfeld                                                        | Doline             | Blaufelden Gemarkung Gammesfeld             | 49° 19′ 23,2″ N, 10° 4′ 31,3″ O                    |      | Geologische Einheit: ? Status: geschützt (Naturdenkmal Doline im Reutholz bei Gammesfeld)                                                     |
| 3998                 | Hecke und Doline bei Gammesfeld                                                          | Doline             | Blaufelden Gemarkung Gammesfeld             | 49° 18′ 51,1″ N, 10° 5′ 20,1″ O                    |      | Geologische Einheit: ? Status: geschützt (Naturdenkmal Hecke und Doline bei Gammesfeld)                                                       |
| 3999                 | Doline im Saalbacher Feld                                                                | Doline             | Blaufelden Gemarkung Saalbach               | 49° 18′ 28,5″ N, 10° 0′ 22,5″ O                    |      | Geologische Einheit: Oberer Muschelkalk Status: geschützt (Naturdenkmal Doline im Saalbacher Feld)                                            |
| 4000                 | Doline in den Urleswiesen                                                                | Dolinen            | Blaufelden Gemarkung Saalbach               | 49° 17′ 26,1″ N, 10° 0′ 48,5″ O                    |      | Geologische Einheit: Oberer Muschelkalk Status: geschützt (Naturdenkmal Doline in den Urleswiesen)                                            |
| 4001                 | 3 Dolinen mit Grundwasser bei Saalbach                                                   | Dolinen            | Blaufelden Gemarkung Saalbach               | 49° 17′ 58,4″ N, 10° 0′ 59″ O                      |      | Geologische Einheit: ? Status: geschützt (Naturdenkmal 3 Dolinen mit Grundwasser bei Saalbach)                                                |
| 4002                 | Doline mit Weiher NW von Saalbach                                                        | Doline             | Blaufelden Gemarkung Saalbach               | 49° 18′ 11,6″ N, 10° 0′ 33,6″ O                    |      | Geologische Einheit: ? Status: geschützt (Naturdenkmal Doline mit Weiher nordwestlich von Saalbach)                                           |
| 4003                 | Bachschwinde im Gewann Bockenfeld                                                        | Landschaftselement | Blaufelden Gemarkung Saalbach               | 49° 18′ 14,8″ N, 10° 0′ 38,6″ O                    |      | Geologische Einheit: ? Status: geschützt (Naturdenkmal Bachschwinde im Gewann Bockenfeld)                                                     |
| 4004                 | Doline westlich von Saalbach                                                             | Doline             | Blaufelden Gemarkung Saalbach               | 49° 17′ 56,2″ N, 10° 0′ 46,1″ O                    |      | Geologische Einheit: Oberer Muschelkalk Status: geschützt (Naturdenkmal Doline westlich von Saalbach)                                         |
| 4005                 | Doline bei Wiesenbach                                                                    | Doline             | Blaufelden Gemarkung Wiesenbach             | 49° 17′ 59,2″ N, 10° 2′ 29,1″ O                    |      | Geologische Einheit: Oberer Muschelkalk Status: geschützt (Naturdenkmal Doline bei Wiesenbach)                                                |
| 4006                 | Versickerungsstelle im Gewann Stauden                                                    | Landschaftselement | Blaufelden Gemarkung Wiesenbach             | 49° 17′ 17,6″ N, 10° 2′ 12,4″ O                    |      | Geologische Einheit: Unterer Keuper Status: geschützt (Naturdenkmal Versickungsstelle im Gewann Stauden)                                      |
| 4007                 | Versickerungsstelle des Steinbachs mit Doline                                            | Landschaftselement | Blaufelden Gemarkung Wiesenbach             | 49° 18′ 23,6″ N, 10° 1′ 45,1″ O                    |      | Geologische Einheit: Oberer Muschelkalk Status: geschützt (Naturdenkmal Versickerungsstelle des Steinbachs mit Doline)                        |
| 4008                 | Doline mit Linde und Gebüsch im Gewann Rötäcker                                          | Doline             | Blaufelden Gemarkung Wiesenbach             | 49° 18′ 5,2″ N, 10° 1′ 41,3″ O                     |      | Geologische Einheit: ? Status: geschützt (Naturdenkmal Doline mit Linde und Gebüsch im Gewann Rötäcker)                                       |
| 4009                 | Dolinenkette im Gewann Stauden                                                           | Dolinen            | Blaufelden Gemarkung Wiesenbach             | 49° 17′ 15,1″ N, 10° 2′ 4,5″ O                     |      | Geologische Einheit: Unterer Keuper Status: geschützt (Naturdenkmal Dolinenkette im Gewann Stauden)                                           |
| 4010                 | Alter Steinbruch bei Herdtlingshagen                                                     | Aufschluss         | Braunsbach Gemarkung Arnsdorf               | 49° 11′ 13,7″ N, 9° 44′ 58,1″ O                    |      | Geologische Einheit: ? Status: geschützt (Naturdenkmal Alter Steinbruch bei Hertlingshagen)                                                   |
| 4011                 | Rekultivierter Steinbruch bei Rückertsbronn                                              | Aufschluss         | Braunsbach Gemarkung Arnsdorf               | 49° 10′ 43,5″ N, 9° 45′ 53,9″ O                    |      | Geologische Einheit: ? |
| 4012                 | Doline im Tannholz                                                                       | Doline             | Braunsbach Gemarkung Arnsdorf               | 49° 11′ 7,1″ N, 9° 46′ 54″ O                       |      | Geologische Einheit: ? Status: geschützt (Naturdenkmal Doline im Tannholz)                                                                    |
| 4013                 | Doline im Sperberholz                                                                    | Doline             | Braunsbach Gemarkung Arnsdorf               | 49° 11′ 31,7″ N, 9° 46′ 44,6″ O                    |      | Geologische Einheit: ? Status: geschützt (Naturdenkmal Doline im Sperberholz)                                                                 |
| 4014                 | Karstsystem beim Hergershof                                                              | Landschaftselement | Braunsbach Gemarkung Geislingen am Kocher   | 49° 10′ 51,8″ N, 9° 47′ 52,6″ O                    |      | Geologische Einheit: Oberer Muschelkalk Status: geschützt (Naturdenkmal Karstsystem bei Hergershof)                                           |
| 4015                 | Dolinenkette bei Jungholzhausen                                                          | Dolinen            | Braunsbach Gemarkung Jungholzhausen         | 49° 13′ 22,6″ N, 9° 47′ 4,1″ O                     |      | Geologische Einheit: Oberer Muschelkalk Status: geschützt (Naturdenkmal Dolinenkette bei Jungholzhausen)                                      |
| 4016                 | Erdfall im Gewann Streitwiesen                                                           | Doline             | Braunsbach Gemarkung Orlach                 | 49° 12′ 44,8″ N, 9° 50′ 5,8″ O                     |      | Geologische Einheit: ? Status: geschützt (Naturdenkmal Erdfall im Gewann Streitwiesen)                                                        |
| 4017                 | Gips-Doline bei Bühlertann                                                               | Doline             | Bühlertann                                  | 49° 2′ 27,7″ N, 9° 53′ 8″ O                        |      | Geologische Einheit: Gipskeuper Status: geschützt (Naturdenkmal Gipsdoline bei Bühlertann)                                                    |
| 4018                 | Ehemaliger Sandbruch bei Hinterwald                                                      | Aufschluss         | Bühlerzell Gemarkung Röhmen                 | 48° 58′ 51,4″ N, 9° 59′ 14,5″ O                    |      | Geologische Einheit: ? Status: geschützt (Naturdenkmal Ehemaliger Sandbruch bei Hinterwald)                                                   |
| 4019                 | Ehemaliger Sandbruch beim Spatzenhof                                                     | Aufschluss         | Bühlerzell Gemarkung Röhmen                 | 48° 59′ 59″ N, 9° 59′ 18,3″ O                      |      | Geologische Einheit: ? Status: geschützt (Naturdenkmal Ehemaliger Sandbruch beim Spatzenhof)                                                  |
| 4020                 | Waldsaum mit altem Steinbruch                                                            | Aufschluss         | Crailsheim                                  | 49° 9′ 21″ N, 10° 5′ 51″ O                         |      | Geologische Einheit: ? Status: geschützt (Naturdenkmal Waldsaum mit altem Steinbruch)                                                         |
| 4021                 | Quellteich Sulzbrunnen mit Baumbestand                                                   | Quelle             | Crailsheim Gemarkung Ingersheim             | 49° 7′ 7,6″ N, 10° 5′ 44,1″ O                      |      | Geologische Einheit: ? Status: geschützt (Naturdenkmal Quellteich Sulzbrunnen mit seinem baumbest. Abfluss)                                   |
| 4022                 | Gehölzstreifen mit Tuffquelle                                                            | Quelle             | Crailsheim Gemarkung Jagstheim              | 49° 5′ 43,3″ N, 10° 3′ 2″ O                        |      | Geologische Einheit: Kalktuff Status: geschützt (Naturdenkmal Gehölzstreifen mit Tuffquelle)                                                  |
| 4023                 | Alte Grube im Gewann Eichenstumpf                                                        | Aufschluss         | Crailsheim Gemarkung Jagstheim              | 49° 4′ 58,4″ N, 10° 3′ 45,4″ O                     |      | Geologische Einheit: ? Status: geschützt (Naturdenkmal Alte Grube im Gewann Eichenstumpf)                                                     |
| 4024                 | Ehemaliger Steinbruch am Burgberg                                                        | Aufschluss         | Crailsheim Gemarkung Maulach                | 49° 7′ 49,5″ N, 9° 58′ 33,4″ O                     |      | Geologische Einheit: ? Status: geschützt (Naturdenkmal Ehemaliger Steinbruch am Burgberg)                                                     |
| 4025                 | Gipskeuperquelle bei der Oberen Mühle                                                    | Quelle             | Crailsheim Gemarkung Onolzheim              | 49° 7′ 13,9″ N, 10° 1′ 40,1″ O                     |      | Geologische Einheit: Gipskeuper Status: geschützt (Naturdenkmal Gipskeuperquelle bei der Oberen Mühle in Onolzheim)                           |
| 4026                 | Ehemaliger Steinbruch in den Steigäckern                                                 | Aufschluss         | Crailsheim Gemarkung Tiefenbach             | 49° 9′ 43,9″ N, 10° 3′ 15″ O                       |      | Geologische Einheit: Oberer Muschelkalk Status: geschützt (Naturdenkmal Ehemaliger Steinbruch in den Steigäckern)                             |
| 4027                 | Ehemaliger Steinbruch im Weilersholz                                                     | Aufschluss         | Crailsheim Gemarkung Triensbach             | 49° 11′ 6,5″ N, 9° 59′ 22,7″ O                     |      | Geologische Einheit: Oberer Muschelkalk Status: geschützt (Naturdenkmal Ehemaliger Steinbruch im Weilersholz)                                 |
| 4028                 | Doline östl. vom Weilershof                                                              | Doline             | Crailsheim Gemarkung Triensbach             | 49° 10′ 43,6″ N, 9° 59′ 48,9″ O                    |      | Geologische Einheit: ? Status: geschützt (Naturdenkmal Doline östlich vom Weilershof)                                                         |
| 4029                 | Hohlweg beim Fichtenhof                                                                  | Hohlweg            | Fichtenau Gemarkung Krettenbach             | 49° 4′ 38,2″ N, 10° 10′ 41,4″ O                    |      | Geologische Einheit: ? Status: geschützt (Naturdenkmal Hohlweg beim Fichtenhof)                                                               |
| 4030                 | Wassergefüllte Sandgrube                                                                 | Landschaftselement | Fichtenau Gemarkung Wildenstein             | 49° 4′ 23,3″ N, 10° 11′ 8,1″ O                     |      | Geologische Einheit: ? Status: geschützt (Naturdenkmal Wassergefüllte Sandgrube)                                                              |
| 4031                 | Hirschklinge                                                                             | Klinge             | Fichtenberg Gemarkung Erlenhof              | 49° 0′ 19,8″ N, 9° 43′ 4,4″ O                      |      | Geologische Einheit: ? Status: geschützt (Naturdenkmal Hirschklinge)                                                                          |
| 4032                 | Hohlweg am Reifenberg                                                                    | Hohlweg            | Frankenhardt Gemarkung Eckarrot             | 49° 2′ 58,4″ N, 10° 4′ 2,6″ O                      |      | Geologische Einheit: ? Status: geschützt (Naturdenkmal Hohlweg am Reifenberg)                                                                 |
| 4033                 | Hohlweg im Mittelfeld                                                                    | Hohlweg            | Frankenhardt Gemarkung Honhardt             | 49° 4′ 19,1″ N, 10° 2′ 50,4″ O                     |      | Geologische Einheit: ? Status: geschützt (Naturdenkmal Hohlweg im Mittelfeld)                                                                 |
| 4034                 | Gehölzbestandenes Flachmoor                                                              | Moor               | Frankenhardt Gemarkung Mainkling            | 49° 3′ 34″ N, 10° 1′ 8,5″ O                        |      | Geologische Einheit: ? Status: geschützt (Naturdenkmal Gehölzbestandenes Flachmoor)                                                           |
| 4035                 | Ehemaliger Steinbruch Markertshofen                                                      | Aufschluss         | Frankenhardt Gemarkung Markertshofen        | 49° 4′ 5,3″ N, 9° 56′ 52,9″ O                      |      | Geologische Einheit: ? Status: geschützt (Naturdenkmal Ehemaliger Steinbruch Markertshofen)                                                   |
| 4036                 | Quellmoor am Sobach                                                                      | Moor               | Frankenhardt Gemarkung Sandhof              | 49° 3′ 16,7″ N, 10° 1′ 57,4″ O                     |      | Geologische Einheit: ? Status: geschützt (Naturdenkmal Quellmoor am Sobach)                                                                   |
| 4037                 | Alter Steinbruch mit Eichen W v. Frankenhardt                                            | Aufschluss         | Frankenhardt                                | 49° 4′ 22,2″ N, 9° 58′ 46,6″ O                     |      | Geologische Einheit: ? Status: geschützt (Naturdenkmal Alter Steinbruch m.Eichen westl.Frankenhardt)                                          |
| 4038                 | Alter Hohlweg im Gewann Wert                                                             | Hohlweg            | Frankenhardt                                | 49° 4′ 55,3″ N, 10° 2′ 52,2″ O                     |      | Geologische Einheit: ? Status: geschützt (Naturdenkmal Alter Hohlweg im Gewann Wert)                                                          |
| 4039                 | Hohlweg in den Fürtlensäckern                                                            | Hohlweg            | Frankenhardt                                | 49° 4′ 14″ N, 9° 58′ 53,8″ O                       |      | Geologische Einheit: ? Status: geschützt (Naturdenkmal Hohlweg zu den Fürtlensäckern)                                                         |
| 4040                 | Hohlweg in der Halde                                                                     | Hohlweg            | Frankenhardt                                | 49° 5′ 6,9″ N, 9° 59′ 58,9″ O                      |      | Geologische Einheit: ? Status: geschützt (Naturdenkmal Hohlweg in der Halde)                                                                  |
| 4041                 | Quelle mit Tuffbildung                                                                   | Quelle             | Gaildorf Gemarkung Bröckingen               | 48° 58′ 49″ N, 9° 47′ 41″ O                        |      | Geologische Einheit: Kalktuff Status: geschützt (Naturdenkmal Quelle mit Tuffbildung)                                                         |
| 4042                 | Quelle mit Tuffbildung                                                                   | Quelle             | Gaildorf Gemarkung Bröckingen               | 48° 58′ 47,7″ N, 9° 47′ 37,6″ O                    |      | Geologische Einheit: Kalktuff Status: geschützt (Naturdenkmal Quelle mit Tuffbildung)                                                         |
| 4043                 | Alter Steinbruch bei Steppach                                                            | Aufschluss         | Gaildorf Gemarkung Eutendorf                | 49° 1′ 21,9″ N, 9° 45′ 50,2″ O                     |      | Geologische Einheit: ? Status: geschützt (Naturdenkmal Alter Steinbruch bei Steppach)                                                         |
| 4044                 | Doline im Gewann Löchlensäcker                                                           | Doline             | Gaildorf Gemarkung Eutendorf                | 49° 2′ 4,6″ N, 9° 45′ 59,3″ O                      |      | Geologische Einheit: ? Status: geschützt (Naturdenkmal Doline im Gewann Löchlensäcker)                                                        |
| 4045                 | Sackartige Versteinerung und kleine Höhle                                                | Felsformation      | Gaildorf Gemarkung Großaltdorf              | 49° 0′ 39,1″ N, 9° 45′ 59,4″ O                     |      | Geologische Einheit: ? Status: geschützt (Naturdenkmal Sackartige Versteinerung und kleine Höhle)                                             |
| 4046                 | Alter Steinbruch mit Feuchtfläche in der Kocherhalde                                     | Aufschluss         | Gaildorf Gemarkung Großaltdorf              | 49° 1′ 6″ N, 9° 45′ 8,2″ O                         |      | Geologische Einheit: ? Status: geschützt (Naturdenkmal Alter Steinbruch mit Feuchtfläche i.d.Kocherhalde)                                     |
| 4047                 | Alter Steinbruch bei Großaltdorf                                                         | Aufschluss         | Gaildorf Gemarkung Großaltdorf              | 49° 0′ 58,8″ N, 9° 45′ 24,3″ O                     |      | Geologische Einheit: ? Status: geschützt (Naturdenkmal Alter Steinbruch bei Großaltdorf)                                                      |
| 4048                 | Feuchtgebiet im alten Gipsbruch                                                          | Aufschluss         | Gaildorf Gemarkung Ottendorf                | 49° 1′ 49,1″ N, 9° 45′ 44,3″ O                     |      | Geologische Einheit: ? Status: geschützt (Naturdenkmal Feuchtgebiet im alten Gipsbruch)                                                       |
| 4049                 | Schweinsgrube                                                                            | Doline             | Gaildorf Gemarkung Spöck                    | 49° 1′ 29,3″ N, 9° 42′ 36,9″ O                     |      | Geologische Einheit: ? Status: geschützt (Naturdenkmal Schweinsgrube)                                                                         |
| 4050                 | Feuchtgebiet mit Gipsdolinen bei Unterrot                                                | Dolinen            | Gaildorf Gemarkung Unterrot                 | 48° 58′ 59,5″ N, 9° 45′ 50,5″ O                    |      | Geologische Einheit: ? Status: geschützt (Naturdenkmal Feuchtgebiet mit Gipsdolinen bei Unterrot)                                             |
| 4051                 | Doline im unteren Stück                                                                  | Doline             | Gerabronn Gemarkung Binselberg              | 49° 14′ 27,6″ N, 9° 51′ 49,9″ O                    |      | Geologische Einheit: ? Status: geschützt (Naturdenkmal Doline im unteren Stück)                                                               |
| 4052                 | Alter Steinbruch mit Eiche w von Gerabronn                                               | Aufschluss         | Gerabronn                                   | 49° 14′ 53,7″ N, 9° 54′ 54,3″ O                    |      | Geologische Einheit: ? Status: geschützt (Naturdenkmal Alter Steinbruch mit Eiche westlich von Gerabronn)                                     |
| 4053                 | Binselberger Klinge                                                                      | Klinge             | Gerabronn Gemarkung Großfürst               | 49° 13′ 58,7″ N, 9° 52′ 7,7″ O                     |      | Geologische Einheit: ? Status: geschützt (Naturdenkmal Binselberger Klinge)                                                                   |
| 4054                 | Doline                                                                                   | Doline             | Gerabronn Gemarkung Michelbach              | 49° 14′ 13″ N, 9° 53′ 38,1″ O                      |      | Geologische Einheit: ? Status: geschützt (Naturdenkmal Doline)                                                                                |
| 4055                 | Doline im Gewann Aubäcker                                                                | Doline             | Gerabronn Gemarkung Michelbach              | 49° 14′ 46,2″ N, 9° 52′ 53,5″ O                    |      | Geologische Einheit: ? Status: geschützt (Naturdenkmal Doline im Gewann Aubäcker)                                                             |
| 4056                 | Doline im Gewann Singenhöhe                                                              | Doline             | Gerabronn Gemarkung Michelbach              | 49° 15′ 5,3″ N, 9° 52′ 58,3″ O                     |      | Geologische Einheit: ? Status: geschützt (Naturdenkmal)                                                                                       |
| 4057                 | Doline am Erlesbach                                                                      | Doline             | Gerabronn Gemarkung Michelbach              | 49° 16′ 3,1″ N, 9° 54′ 40,7″ O                     |      | Geologische Einheit: ? Status: geschützt (Naturdenkmal Doline am Erlesbach)                                                                   |
| 4058                 | Doline bei Oberweiler                                                                    | Doline             | Gerabronn Gemarkung Oberweiler              | 49° 16′ 50,3″ N, 9° 54′ 51,5″ O                    |      | Geologische Einheit: ? Status: geschützt (Naturdenkmal Doline bei Oberweiler)                                                                 |
| 4059                 | Bachlauf mit Versickerungsstellen im Gewann Lehmegart                                    | Landschaftselement | Gerabronn Gemarkung Oberweiler              | 49° 16′ 24,3″ N, 9° 54′ 56″ O                      |      | Geologische Einheit: ? Status: geschützt (Naturdenkmal Bachlauf mit Versickerungsstelle im Gewann Lehmegart)                                  |
| 4060                 | Ehemaliger Steinbruch                                                                    | Aufschluss         | Gerabronn Gemarkung Seibotenberg            | 49° 13′ 31,8″ N, 9° 57′ 0,8″ O                     |      | Geologische Einheit: ? Status: geschützt (Naturdenkmal Ehemaliger Steinbruch)                                                                 |
| 4061                 | Doline im Klingenfeld                                                                    | Doline             | Gerabronn Gemarkung Unterweiler             | 49° 15′ 58,9″ N, 9° 56′ 34,4″ O                    |      | Geologische Einheit: ? Status: geschützt (Naturdenkmal Doline im Klingenfeld)                                                                 |
| 4062                 | Doline nördlich von Unterweiler                                                          | Doline             | Gerabronn Gemarkung Unterweiler             | 49° 16′ 45,5″ N, 9° 56′ 39,3″ O                    |      | Geologische Einheit: ? Status: geschützt (Naturdenkmal Doline nördlich von Unterweiler)                                                       |
| 4063                 | Doline mit Zulauf im Löhlesfeld                                                          | Doline             | Gerabronn Gemarkung Unterweiler             | 49° 17′ 0,3″ N, 9° 56′ 55,4″ O                     |      | Geologische Einheit: ? Status: geschützt (Naturdenkmal Doline mit Zulauf im Löhlesfeld)                                                       |
| 4064                 | Hohlweg bei Ilshofen                                                                     | Hohlweg            | Ilshofen                                    | 49° 10′ 46,7″ N, 9° 55′ 35,7″ O                    |      | Geologische Einheit: ? Status: geschützt (Naturdenkmal Hohlweg bei Ilshofen)                                                                  |
| 4065                 | Doline in den Turmäckern                                                                 | Doline             | Ilshofen Gemarkung Obersteinach             | 49° 11′ 23,6″ N, 9° 52′ 7,4″ O                     |      | Geologische Einheit: ? Status: geschützt (Naturdenkmal Doline in den Turmäckern)                                                              |
| 4066                 | Leofelser Moortopf                                                                       | Doline             | Ilshofen Gemarkung Ruppertshofen            | 49° 12′ 5,3″ N, 9° 55′ 1,1″ O                      |      | Geologische Einheit: ? Status: geschützt (Naturdenkmal Leofelser Moortopf)                                                                    |
| 4067                 | Doline im Hornberger Wald und Sandbrunnen                                                | Doline             | Kirchberg an der Jagst Gemarkung Gaggstatt  | 49° 12′ 23″ N, 10° 1′ 42,6″ O                      |      | Geologische Einheit: Unterer Keuper Status: geschützt (Naturdenkmal Doline im Hornberger Wald und Sandbrunnen)                                |
| 4068                 | Quellflur                                                                                | Landschaftselement | Kirchberg an der Jagst                      | 49° 11′ 28,9″ N, 9° 59′ 14,7″ O                    |      | Geologische Einheit: ? Status: geschützt (Naturdenkmal Quellflur)                                                                             |
| 4069                 | Alter Steinbruch bei Lendsiedel                                                          | Aufschluss         | Kirchberg an der Jagst Gemarkung Lendsiedel | 49° 12′ 22,2″ N, 9° 57′ 32,1″ O                    |      | Geologische Einheit: ? Status: geschützt (Naturdenkmal Alter Steinbruch bei Lendsiedel)                                                       |
| 4070                 | Höhle im Weilersholz                                                                     | Höhle              | Kirchberg an der Jagst Gemarkung Lendsiedel | 49° 11′ 4,1″ N, 9° 59′ 15,5″ O                     |      | Geologische Einheit: ? Status: geschützt (Naturdenkmal Höhle im Weilersholz)                                                                  |
| 4071                 | Reste eines ehemaligen Steinbruchs                                                       | Aufschluss         | Kirchberg an der Jagst Gemarkung Lendsiedel | 49° 11′ 47,4″ N, 9° 58′ 27,7″ O                    |      | Geologische Einheit: ? Status: geschützt (Naturdenkmal Reste eines ehemaligen Steinbruchs)                                                    |
| 4072                 | Doline SSE von Dörrmenz                                                                  | Doline             | Kirchberg an der Jagst Gemarkung Lendsiedel | 49° 10′ 59,7″ N, 9° 56′ 47,5″ O                    |      | Geologische Einheit: ? Status: geschützt (Naturdenkmal Doline süd-südöstl. Dörrmenz)                                                          |
| 4073                 | Alter Steinbruch SSE von Dörrmenz                                                        | Aufschluss         | Kirchberg an der Jagst Gemarkung Lendsiedel | 49° 10′ 58,8″ N, 9° 56′ 42,1″ O                    |      | Geologische Einheit: ? Status: geschützt (Naturdenkmal Alter Steinbruch süd-südöstl. Dörrmenz)                                                |
| 4074                 | Doline südlich von Dörrmenz                                                              | Doline             | Kirchberg an der Jagst Gemarkung Lendsiedel | 49° 10′ 48,2″ N, 9° 55′ 50″ O                      |      | Geologische Einheit: ? Status: geschützt (Naturdenkmal Doline südl. Dörrmenz)                                                                 |
| 4075                 | Doline im Gewann Rot                                                                     | Doline             | Kirchberg an der Jagst Gemarkung Lendsiedel | 49° 11′ 59,4″ N, 9° 55′ 15,8″ O                    |      | Geologische Einheit: ? Status: geschützt (Naturdenkmal Doline im Gewann Rot)                                                                  |
| 4076                 | Doline im Gewann Hagen                                                                   | Doline             | Kirchberg an der Jagst Gemarkung Lendsiedel | 49° 12′ 35,6″ N, 9° 57′ 17,5″ O                    |      | Geologische Einheit: ? Status: geschützt (Naturdenkmal Doline im Gewann Hagen)                                                                |
| 4077                 | Doline im Gewann Hochhölzle                                                              | Doline             | Kirchberg an der Jagst Gemarkung Mistlau    | 49° 12′ 22,6″ N, 10° 0′ 55,9″ O                    |      | Geologische Einheit: ? Status: geschützt (Naturdenkmal Doline im Gewann Hochhölzle)                                                           |
| 4078                 | Doline mit Bewuchs                                                                       | Doline             | Kirchberg an der Jagst Gemarkung Mistlau    | 49° 12′ 10,4″ N, 10° 0′ 59,3″ O                    |      | Geologische Einheit: ? Status: geschützt (Naturdenkmal Doline mit Bewuchs)                                                                    |
| 4079                 | Ehemaliger Steinbruch im Brühl                                                           | Aufschluss         | Kreßberg Gemarkung Wüstenau                 | 49° 9′ 7,7″ N, 10° 9′ 46,1″ O                      |      | Geologische Einheit: ? Status: geschützt (Naturdenkmal Ehemaliger Steinbruch im Brühl)                                                        |
| 4080                 | Binselberger Klinge                                                                      | Klinge             | Langenburg Gemarkung Bächlingen             | 49° 13′ 43,8″ N, 9° 52′ 2,5″ O                     |      | Geologische Einheit: ? Status: geschützt (Naturdenkmal Binselberger Klinge)                                                                   |
| 4081                 | Doline mit Baumgruppe                                                                    | Doline             | Langenburg                                  | 49° 15′ 59,8″ N, 9° 53′ 41,3″ O                    |      | Geologische Einheit: ? Status: geschützt (Naturdenkmal Doline mit Baumgruppe)                                                                 |
| 4082                 | Doline in den Römerwiesen                                                                | Doline             | Langenburg                                  | 49° 16′ 22″ N, 9° 50′ 52″ O                        |      | Geologische Einheit: ? Status: geschützt (Naturdenkmal Doline in den Römerwiesen)                                                             |
| 4083                 | Doline in den Rohrwiesen                                                                 | Doline             | Langenburg                                  | 49° 14′ 29,3″ N, 9° 51′ 42,5″ O                    |      | Geologische Einheit: ? Status: geschützt (Naturdenkmal Doline in den Rohrwiesen)                                                              |
| 4084                 | Doline (Schluckloch) mit Bachufergehölz im Strut                                         | Doline             | Langenburg                                  | 49° 14′ 45,2″ N, 9° 52′ 15,9″ O                    |      | Geologische Einheit: ? Status: geschützt (Naturdenkmal Doline (Schluckloch) mit Bachufergehölz im Strut)                                      |
| 4085                 | Klebwald mit Tuffsteinbildung                                                            | Landschaftselement | Langenburg Gemarkung Unterregenbach         | 49° 16′ 13,7″ N, 9° 49′ 50,1″ O                    |      | Geologische Einheit: ? Status: geschützt (Naturdenkmal Klebwald mit Tuffsteinbildung)                                                         |
| 4086                 | Hohlweg W von Ammertsweiler                                                              | Hohlweg            | Mainhardt Gemarkung Ammertsweiler           | 49° 5′ 36,8″ N, 9° 30′ 55,5″ O                     |      | Geologische Einheit: ? Status: geschützt (Naturdenkmal Hohlweg westl. Ammertsweiler)                                                          |
| 4087                 | Teufelsstein aus Stubensandstein                                                         | Felsformation      | Mainhardt Gemarkung Streithag               | 49° 6′ 59,1″ N , 9° 34′ 57,1″ O 49.116428 9.582515 |      | Geologische Einheit: Stubensandstein Status: geschützt (Naturdenkmal Teufelstein aus Stubensandstein)                                         |
| 4088                 | Wiesenmoor                                                                               | Moor               | Mainhardt Gemarkung Ziegelbronn             | 49° 5′ 20″ N, 9° 35′ 13,6″ O                       |      | Geologische Einheit: ? Status: geschützt (Naturdenkmal Wiesenmoor)                                                                            |
| 4089                 | Doline mit Feuchtgebiet in den Grauwiesen                                                | Doline             | Michelfeld                                  | 49° 6′ 0,2″ N, 9° 41′ 50,5″ O                      |      | Geologische Einheit: ? Status: geschützt (Naturdenkmal Doline mit Feuchtgebiet in den Grauwiesen)                                             |
| 4090                 | Alte "Rote Steige" Landheg u. Hangwald                                                   | Landschaftselement | Michelfeld                                  | 49° 5′ 41,1″ N, 9° 39′ 2,6″ O                      |      | Geologische Einheit: ? Status: geschützt (Naturdenkmal Alte "Rote Steige" Landheg u. Hangwald)                                                |
| 4091                 | Hohlweg und Waldrand im Gewann Rebstock                                                  | Hohlweg            | Michelfeld                                  | 49° 6′ 42″ N, 9° 40′ 51,9″ O                       |      | Geologische Einheit: ? Status: geschützt (Naturdenkmal Hohlweg u. Waldrand im Gewann Rebstock)                                                |
| 4092                 | Hohlwege, Waldsaum u.Hangwald im Gew."Steigwäldle"                                       | Hohlweg            | Michelfeld                                  | 49° 6′ 48″ N, 9° 39′ 15,8″ O                       |      | Geologische Einheit: ? Status: geschützt (Naturdenkmal Hohlwege, Waldsaum u.Hangwald im Gew."Steigwäldle")                                    |
| 4093                 | Moorwiese bei Neunkirchen                                                                | Landschaftselement | Michelfeld Gemarkung Neunkirchen            | 49° 7′ 14,3″ N, 9° 38′ 9,6″ O                      |      | Geologische Einheit: ? Status: geschützt (Naturdenkmal Moorwiese bei Neunkirchen)                                                             |
| 4094                 | Ehemaliger Steinbruch W von Witzmannsweiler                                              | Aufschluss         | Michelfeld Gemarkung Neunkirchen            | 49° 6′ 18,5″ N, 9° 37′ 29,4″ O                     |      | Geologische Einheit: ? Status: geschützt (Naturdenkmal Ehemaliger Steinbruch westl.Witzmannsweiler)                                           |
| 4095                 | Aufgelassener Steinbruch N von Blindheim                                                 | Aufschluss         | Michelfeld Gemarkung Neunkirchen            | 49° 6′ 4,2″ N, 9° 37′ 46,5″ O                      |      | Geologische Einheit: ? Status: geschützt (Naturdenkmal Aufgelassener Steinbruch nördl.Blindheim)                                              |
| 4096                 | Klinge im Gewann Gehren                                                                  | Klinge             | Oberrot Gemarkung Wolfenbrück               | 49° 0′ 28″ N, 9° 36′ 18,6″ O                       |      | Geologische Einheit: ? Status: geschützt (Naturdenkmal Klinge im Gewann Gehren)                                                               |
| 4097                 | Ehemaliger Steinbruch östlich von Wolfenbrück                                            | Aufschluss         | Oberrot Gemarkung Wolfenbrück               | 49° 0′ 45,5″ N, 9° 36′ 17,8″ O                     |      | Geologische Einheit: ? Status: geschützt (Naturdenkmal Ehemaliger Steinbruch östlich von Wolfenbrück)                                         |
| 4098                 | Hohlweg im Himmelreich                                                                   | Hohlweg            | Obersontheim Gemarkung Hausen               | 49° 3′ 47,9″ N, 9° 51′ 10,2″ O                     |      | Geologische Einheit: ? Status: geschützt (Naturdenkmal Hohlweg im Himmelreich)                                                                |
| 4099                 | Alter Hohlweg am Rotenberg                                                               | Hohlweg            | Obersontheim Gemarkung Hausen               | 49° 3′ 21,9″ N, 9° 51′ 21,6″ O                     |      | Geologische Einheit: ? Status: geschützt (Naturdenkmal Alter Hohlweg am Rotenberg)                                                            |
| 4100                 | Alter Hohlweg südlich von Oberfischach                                                   | Hohlweg            | Obersontheim Gemarkung Oberfischach         | 49° 3′ 10,2″ N, 9° 50′ 5,5″ O                      |      | Geologische Einheit: ? Status: geschützt (Naturdenkmal Alter Hohlweg südl. von Oberfischach)                                                  |
| 4101                 | Feuchtfläche in einem ehemaligen Steinbruch                                              | Aufschluss         | Obersontheim                                | 49° 3′ 19,5″ N, 9° 54′ 28,7″ O                     |      | Geologische Einheit: ? Status: geschützt (Naturdenkmal Feuchtfläche in einem ehemaligen Sandsteinbruch)                                       |
| 4102                 | Bühlerprallhang in den Brunnenwiesen                                                     | Aufschluss         | Obersontheim Gemarkung Untersontheim        | 49° 3′ 57,6″ N, 9° 54′ 5,3″ O                      |      | Geologische Einheit: Oberer Muschelkalk Status: geschützt (Naturdenkmal Bühlerprallhang in den Brunnenwiesen)                                 |
| 4103                 | Doline im Gewann Gärtlesäcker                                                            | Doline             | Rot am See Gemarkung Hausen                 | 49° 19′ 16,3″ N, 10° 7′ 2,6″ O                     |      | Geologische Einheit: ? Status: geschützt (Naturdenkmal Doline im Gewann Gärtlesäcker)                                                         |
| 4104                 | Triftshäuser Flachmoor                                                                   | Moor               | Satteldorf Gemarkung Gröningen              | 49° 12′ 5,9″ N, 10° 4′ 46,5″ O                     |      | Geologische Einheit: ? Status: geschützt (Naturdenkmal Trifthäuser Flachmoor)                                                                 |
| 4105                 | Doline bei Leuzendorf                                                                    | Doline             | Schrozberg Gemarkung Leuzendorf             | 49° 20′ 51″ N, 10° 6′ 8,8″ O                       |      | Geologische Einheit: ? Status: geschützt (Naturdenkmal Doline bei Leuzendorf)                                                                 |
| 4106                 | Doline im Teichfeld                                                                      | Doline             | Schrozberg Gemarkung Leuzendorf             | 49° 21′ 26,7″ N, 10° 4′ 53,8″ O                    |      | Geologische Einheit: ? Status: geschützt (Naturdenkmal Doline im Teichfeld)                                                                   |
| 4107                 | Doline mit Birnbäumen bei Gemmhagen                                                      | Doline             | Schrozberg Gemarkung Leuzendorf             | 49° 19′ 35,8″ N, 10° 5′ 15,1″ O                    |      | Geologische Einheit: ? Status: geschützt (Naturdenkmal Doline mit Birnbäumen bei Gemmhagen)                                                   |
| 4108                 | Doline bei Hechelein im Gewann Kohlplatte                                                | Doline             | Schrozberg Gemarkung Leuzendorf             | 49° 21′ 7,4″ N, 10° 4′ 39,5″ O                     |      | Geologische Einheit: ? Status: geschützt (Naturdenkmal Doline bei Hechelein im Gewann Kohlplatte)                                             |
| 4109                 | Doline und Weiher in den Herbstwiesen                                                    | Doline             | Schrozberg Gemarkung Leuzendorf             | 49° 21′ 9,1″ N, 10° 7′ 19,6″ O                     |      | Geologische Einheit: ? Status: geschützt (Naturdenkmal Doline u. Weiher in den Herbstwiesen)                                                  |
| 4110                 | Doline mit Feldgehölz im Gewann Hofäcker                                                 | Doline             | Schrozberg Gemarkung Leuzendorf             | 49° 14′ 57,6″ N, 10° 6′ 5,9″ O                     |      | Geologische Einheit: ? Status: geschützt (Naturdenkmal Doline mit Feldgehölz im Gewann Hofäcker)                                              |
| 4111                 | Doline mit Gebüsch im Gewann Lange Äcker                                                 | Doline             | Schrozberg Gemarkung Leuzendorf             | 49° 19′ 58,7″ N, 10° 5′ 57,7″ O                    |      | Geologische Einheit: ? Status: geschützt (Naturdenkmal Doline mit Gebüsch im Gewann Lange Äcker)                                              |
| 4112                 | Doline im Wald beim Stalleswasen                                                         | Doline             | Schrozberg Gemarkung Leuzendorf             | 49° 21′ 33,3″ N, 10° 5′ 47,4″ O                    |      | Geologische Einheit: ? Status: geschützt (Naturdenkmal Doline im Wald beim Stalleswasen)                                                      |
| 4113                 | Doline und Feldgehölz im Gewann Fronfeld                                                 | Doline             | Schrozberg Gemarkung Leuzendorf             | 49° 20′ 10,1″ N, 10° 5′ 49,1″ O                    |      | Geologische Einheit: ? Status: geschützt (Naturdenkmal Doline u. Feldgehölz im Gewann Fronfeld)                                               |
| 4114                 | Doline im Gewann Erbäcker                                                                | Doline             | Schrozberg Gemarkung Leuzendorf             | 49° 21′ 18,9″ N, 10° 6′ 0,5″ O                     |      | Geologische Einheit: ? Status: geschützt (Naturdenkmal Doline im Gewann Erbäcker)                                                             |
| 4115                 | Doline im Gewann Stalleswasen                                                            | Doline             | Schrozberg Gemarkung Leuzendorf             | 49° 21′ 31″ N, 10° 5′ 54,3″ O                      |      | Geologische Einheit: ? Status: geschützt (Naturdenkmal Doline im Gewann Stalleswasen)                                                         |
| 4116                 | Doline mit Stieleiche bei Windisch-Bockenfeld                                            | Doline             | Schrozberg Gemarkung Leuzendorf             | 49° 20′ 57,6″ N, 10° 4′ 50,7″ O                    |      | Geologische Einheit: ? Status: geschützt (Naturdenkmal Doline mit Stieleiche bei Windisch-Bockenfeld)                                         |
| 4117                 | Doline im Gewann Wasenäcker                                                              | Doline             | Schrozberg Gemarkung Leuzendorf             | 49° 21′ 0,1″ N, 10° 6′ 10″ O                       |      | Geologische Einheit: ? Status: geschützt (Naturdenkmal Doline im Gewann Wasenäcker)                                                           |
| 4118                 | Doline im Gewann Beund                                                                   | Doline             | Schrozberg Gemarkung Leuzendorf             | 49° 21′ 13,7″ N, 10° 4′ 54″ O                      |      | Geologische Einheit: ? Status: geschützt (Naturdenkmal Doline im Gewann Beund)                                                                |
| 4119                 | Doline m.mehrstämmigem Feldahorn b.Rothenb.Weg                                           | Doline             | Schrozberg Gemarkung Lindlein               | 49° 18′ 38,4″ N, 9° 59′ 23,8″ O                    |      | Geologische Einheit: ? Status: geschützt (Naturdenkmal Doline m.mehrstämmigem Feldahorn b.Rothenb.Weg)                                        |
| 4120                 | Doline mit Feldhecke bei Reichertswiesen                                                 | Doline             | Schrozberg Gemarkung Reichertswiesen        | 49° 21′ 54,6″ N, 9° 51′ 57,2″ O                    |      | Geologische Einheit: ? Status: geschützt (Naturdenkmal Doline mit Feldhecke bei Reichertswiesen)                                              |
| 4121                 | Doline bei Eichholz                                                                      | Doline             | Schrozberg Gemarkung Riedbach               | 49° 20′ 15,6″ N, 9° 53′ 39,8″ O                    |      | Geologische Einheit: ? Status: geschützt (Naturdenkmal Doline bei Eichholz)                                                                   |
| 4122                 | Dolinenkette im Gewann Lehlen                                                            | Dolinen            | Schrozberg Gemarkung Schmalfelden           | 49° 19′ 42,7″ N, 10° 2′ 2,6″ O                     |      | Geologische Einheit: ? Status: geschützt (Naturdenkmal Dolinenkette im Gewann Lehlen)                                                         |
| 4123                 | Doline mit Esche und 3 Linden in Schmalfelden                                            | Doline             | Schrozberg Gemarkung Schmalfelden           | 49° 19′ 28,1″ N, 10° 1′ 29,1″ O                    |      | Geologische Einheit: ? Status: geschützt (Naturdenkmal Doline mit Esche u. 3 Linden in Schmalfelden)                                          |
| 4124                 | Doline im Gewann Deutenhofäcker bei Schmalfelden                                         | Doline             | Schrozberg Gemarkung Schmalfelden           | 49° 19′ 14,2″ N, 10° 1′ 25,4″ O                    |      | Geologische Einheit: ? Status: geschützt (Naturdenkmal Doline im Gewann Deutenhofäcker bei Schmalfelden)                                      |
| 4125                 | Alter Steinbruch bei Untereichenrot                                                      | Aufschluss         | Schrozberg Gemarkung Spielbach              | 49° 22′ 51,8″ N, 10° 1′ 59,1″ O                    |      | Geologische Einheit: ? Status: geschützt (Naturdenkmal Alter Steinbruch bei Untereichenrot)                                                   |
| 4126                 | Doline bei Bovenzenweiler                                                                | Doline             | Schrozberg Gemarkung Spielbach              | 49° 21′ 51,5″ N, 10° 2′ 22,7″ O                    |      | Geologische Einheit: ? Status: geschützt (Naturdenkmal Doline bei Bovenzenweiler)                                                             |
| 4127                 | Versickerungsstelle im Gewann Steinklinge                                                | Landschaftselement | Schrozberg Gemarkung Spielbach              | 49° 21′ 42″ N, 10° 6′ 25,8″ O                      |      | Geologische Einheit: ? Status: geschützt (Naturdenkmal Versickerungsstelle im Gewann Steinklinge)                                             |
| 4128                 | Aufgelassener Steinbruch in der Taubenhalde                                              | Aufschluss         | Schwäbisch Hall                             | 49° 5′ 41″ N, 9° 45′ 25,1″ O                       |      | Geologische Einheit: Unterer Keuper Status: geschützt (Naturdenkmal Aufgelassener Steinbruch in der Taubenhalde)                              |
| 4129                 | Quellmoor bei Buch                                                                       | Moor               | Schwäbisch Hall Gemarkung Sulzdorf          | 49° 5′ 44″ N, 9° 51′ 44,2″ O                       |      | Geologische Einheit: ? Status: geschützt (Naturdenkmal Quellmoor bei Buch)                                                                    |
| 4130                 | Dolinenkette N Ramsbach                                                                  | Dolinen            | Schwäbisch Hall Gemarkung Wolpertsdorf      | 49° 9′ 21,5″ N, 9° 48′ 40,5″ O                     |      | Geologische Einheit: ? Status: geschützt (Naturdenkmal Dolinenkette n. Ramsbach)                                                              |
| 4131                 | Alter Hohlweg im Gewann Gartenäcker                                                      | Hohlweg            | Stimpfach Gemarkung Siglershofen            | 49° 4′ 22,6″ N, 10° 6′ 56,8″ O                     |      | Geologische Einheit: ? Status: geschützt (Naturdenkmal Alter Hohlweg im Gewann Gartenäcker)                                                   |
| 4132                 | Alter Steinbruch bei Weiler                                                              | Aufschluss         | Sulzbach-Laufen Gemarkung Weiler            | 48° 56′ 55,8″ N, 9° 49′ 39,6″ O                    |      | Geologische Einheit: ? Status: geschützt (Naturdenkmal Alter Steinbruch bei Weiler)                                                           |
| 4133                 | Dolinen in den Heiligenäckern                                                            | Dolinen            | Untermünkheim Gemarkung Enslingen           | 49° 10′ 11,7″ N, 9° 46′ 3,3″ O                     |      | Geologische Einheit: ? Status: geschützt (Naturdenkmal Dolinen in den Heiligenäckern)                                                         |
| 4134                 | Dolinen im Gewann Ziegelsbach                                                            | Dolinen            | Untermünkheim Gemarkung Enslingen           | 49° 10′ 37,1″ N, 9° 45′ 40,5″ O                    |      | Geologische Einheit: ? Status: geschützt (Naturdenkmal Doline im Gewann Ziegelsbach)                                                          |
| 4135                 | 2 Täler und 3 Dolinen N von Schneckenweiler                                              | Dolinen            | Vellberg Gemarkung Eschenau                 | 49° 5′ 13,8″ N, 9° 54′ 34,7″ O                     |      | Geologische Einheit: ? Status: geschützt (Naturdenkmal 2 Täler und 3 Dolinen nördl.von Schneckenweiler)                                       |
| 4136                 | Alter Steinbruch W von Eschenau                                                          | Aufschluss         | Vellberg Gemarkung Eschenau                 | 49° 5′ 0″ N, 9° 53′ 28″ O                          |      | Geologische Einheit: ? Status: geschützt (Naturdenkmal Alter Steinbruch westlich von Eschenau)                                                |
| 4137                 | Hohlweg östlich von Schneckenweiler                                                      | Hohlweg            | Vellberg Gemarkung Eschenau                 | 49° 5′ 7″ N, 9° 55′ 5,7″ O                         |      | Geologische Einheit: ? Status: geschützt (Naturdenkmal Hohlweg östlich von Schneckenweiler)                                                   |
| 4138                 | Doline bei Hilpert am Benzelberg                                                         | Doline             | Vellberg Gemarkung Talheim                  | 49° 6′ 5,9″ N, 9° 53′ 57,7″ O                      |      | Geologische Einheit: ? Status: geschützt (Naturdenkmal Doline bei Hilpert am Benzelberg)                                                      |
| 4139                 | 2 Dolinen in der Kreuzhalde                                                              | Dolinen            | Vellberg Gemarkung Talheim                  | 49° 6′ 29,6″ N, 9° 53′ 44,9″ O                     |      | Geologische Einheit: ? Status: geschützt (Naturdenkmal 2 Dolinen in der Kreuzhalde)                                                           |
| 4140                 | Dolinenkette südöstlich von Talheim                                                      | Dolinen            | Vellberg Gemarkung Talheim                  | 49° 5′ 34,2″ N, 9° 53′ 48,8″ O                     |      | Geologische Einheit: ? Status: geschützt (Naturdenkmal Dolinenkette südöstl.von Talheim)                                                      |
| 4141                 | Alter Steinbruch am Lindenberg                                                           | Aufschluss         | Vellberg Gemarkung Talheim                  | 49° 5′ 44,2″ N, 9° 52′ 29,6″ O                     |      | Geologische Einheit: ? Status: geschützt (Naturdenkmal Alter Steinbruch am Lindenberg)                                                        |
| 4142                 | Dolinen am Hohenrotwald                                                                  | Dolinen            | Vellberg                                    | 49° 4′ 42,6″ N, 9° 51′ 21″ O                       |      | Geologische Einheit: ? Status: geschützt (Naturdenkmal Dolinen am Hohenrotwald)                                                               |
| 4143                 | Hohlweg in den Straßenäckern                                                             | Hohlweg            | Vellberg                                    | 49° 4′ 43,2″ N, 9° 52′ 6,4″ O                      |      | Geologische Einheit: ? Status: geschützt (Naturdenkmal Hohlweg in den Straßenäckern)                                                          |
| 4144                 | Alter Steinbruch bei Wallhausen                                                          | Aufschluss         | Wallhausen                                  | 49° 12′ 41,1″ N, 10° 3′ 35,1″ O                    |      | Geologische Einheit: ? Status: geschützt (Naturdenkmal Alter Steinbruch bei Wallhausen)                                                       |
| 4145                 | Doline in den Sandäckern                                                                 | Doline             | Wallhausen                                  | 49° 12′ 50,7″ N, 10° 2′ 30,1″ O                    |      | Geologische Einheit: ? Status: geschützt (Naturdenkmal Doline in den Sandäckern)                                                              |
| 4146                 | Alter Steinbruch bei Wallhausen                                                          | Aufschluss         | Wallhausen                                  | 49° 12′ 41,1″ N, 10° 3′ 35,1″ O                    |      | Geologische Einheit: ? Status: geschützt (Naturdenkmal Alter Steinbruch bei Wallhausen)                                                       |
| 4147                 | Dolinenkette im Eichholz                                                                 | Dolinen            | Wallhausen                                  | 49° 12′ 55,4″ N, 10° 2′ 53,9″ O                    |      | Geologische Einheit: ? Status: geschützt (Naturdenkmal Dolinenkette im Eichholz)                                                              |
| 4148                 | Doline auf Flst. 662                                                                     | Doline             | Wallhausen                                  | 49° 12′ 57″ N, 10° 2′ 50,5″ O                      |      | Geologische Einheit: ? Status: geschützt (Naturdenkmal Doline auf Flst.662)                                                                   |
| 4149                 | Doline im Drachenholz                                                                    | Doline             | Wallhausen                                  | 49° 12′ 59,3″ N, 10° 2′ 48″ O                      |      | Geologische Einheit: ? Status: geschützt (Naturdenkmal Doline im Drachenholz)                                                                 |
| 4150                 | Doline im Hornberger Wald                                                                | Doline             | Wallhausen                                  | 49° 12′ 48,5″ N, 10° 2′ 25,1″ O                    |      | Geologische Einheit: ? Status: geschützt (Naturdenkmal Doline im Hornberger Wald)                                                             |
| 4151                 | Dolinen und Erdspalte SE von Cröffelbach                                                 | Dolinen            | Wolpertshausen Gemarkung Cröffelbach        | 49° 9′ 23,6″ N, 9° 49′ 46,6″ O                     |      | Geologische Einheit: ? Status: geschützt (Naturdenkmal Dolinen und Erdspalte südöstl. von Cröffelbach)                                        |
| 4152                 | Ehemaliger Steinbruch im Gewann Steinäcker                                               | Aufschluss         | Wolpertshausen Gemarkung Haßfelden          | 49° 10′ 32,5″ N, 9° 51′ 19,6″ O                    |      | Geologische Einheit: ? Status: geschützt (Naturdenkmal Ehemaliger Steinbruch im Gewann Steinäcker)                                            |
| 4153                 | Doline in den Rosenäckern                                                                | Doline             | Wolpertshausen Gemarkung Reinsberg          | 49° 9′ 15,8″ N, 9° 52′ 23,7″ O                     |      | Geologische Einheit: ? Status: geschützt (Naturdenkmal Doline in den Rosenäckern)                                                             |
| 4154                 | Doline NW von Reinsberg                                                                  | Doline             | Wolpertshausen Gemarkung Reinsberg          | 49° 9′ 10,8″ N, 9° 50′ 54,5″ O                     |      | Geologische Einheit: ? Status: geschützt (Naturdenkmal Doline nordwestl. von Reinsberg)                                                       |
| 4155                 | 2 Dolinen im Gewann Urteil                                                               | Doline             | Wolpertshausen Gemarkung Reinsberg          | 49° 9′ 32,8″ N, 9° 52′ 22,8″ O                     |      | Geologische Einheit: ? Status: geschützt (Naturdenkmal 2 Dolinen im Gewann Urteil)                                                            |
| 4156                 | Hohlweg südlich von Rudelsdorf                                                           | Hohlweg            | Wolpertshausen Gemarkung Reinsberg          | 49° 9′ 42,5″ N, 9° 52′ 26,9″ O                     |      | Geologische Einheit: ? Status: geschützt (Naturdenkmal Hohlweg südl. von Rudelsdorf)                                                          |
| 4157                 | 5 Dolinen östlich von Reinsberg                                                          | Dolinen            | Wolpertshausen Gemarkung Reinsberg          | 49° 9′ 1,8″ N, 9° 52′ 16,8″ O                      |      | Geologische Einheit: ? Status: geschützt (Naturdenkmal 5 Dolinen östl. von Reinsberg)                                                         |
| 4158                 | 8 Dolinen auf Flst. 1311/1                                                               | Dolinen            | Wolpertshausen Gemarkung Reinsberg          | 49° 8′ 59,2″ N, 9° 52′ 14,8″ O                     |      | Geologische Einheit: ? Status: geschützt (Naturdenkmal 8 Dolinen auf Flst. 1311/1)                                                            |
| 4159                 | Dolinenkette auf Flst. 1319                                                              | Dolinen            | Wolpertshausen Gemarkung Reinsberg          | 49° 9′ 1,7″ N, 9° 52′ 19,8″ O                      |      | Geologische Einheit: ? Status: geschützt (Naturdenkmal Dolinenkette auf Flurst. 1319)                                                         |
| 4160                 | Dolinen auf Flst. 1330 und 1327/2                                                        | Dolinen            | Wolpertshausen Gemarkung Reinsberg          | 49° 9′ 2″ N, 9° 52′ 27,7″ O                        |      | Geologische Einheit: ? Status: geschützt (Naturdenkmal Dolinen auf Flurst. 1330 und 1327/2)                                                   |
| 4161                 | 40 Dolinen im Spießholz                                                                  | Dolinen            | Wolpertshausen Gemarkung Reinsberg          | 49° 8′ 57,2″ N, 9° 52′ 14,7″ O                     |      | Geologische Einheit: ? Status: geschützt (Naturdenkmal 40 Dolinen im Spießholz)                                                               |
| 4162                 | Rudelsdorfer Schacht                                                                     | Höhle              | Wolpertshausen Gemarkung Rudelsdorf         | 49° 9′ 42,7″ N, 9° 53′ 25,1″ O                     |      | Geologische Einheit: ? Status: geschützt (Naturdenkmal Rudelsdorfer Schacht)                                                                  |
| 4163                 | Doline SE von Rudelsdorf                                                                 | Doline             | Wolpertshausen Gemarkung Rudelsdorf         | 49° 9′ 57,9″ N, 9° 52′ 45,9″ O                     |      | Geologische Einheit: ? Status: geschützt (Naturdenkmal Doline südöstl. von Rudelsdorf)                                                        |
| 4164                 | 8 Dolinen im Gewann Buchlucken                                                           | Doline             | Wolpertshausen Gemarkung Rudelsdorf         | 49° 9′ 46,5″ N, 9° 53′ 36,6″ O                     |      | Geologische Einheit: ? Status: geschützt (Naturdenkmal 8 Dolinen im Gewann "Buchlucken")                                                      |
| 4165                 | Doline östlich des Rudelsdorfer Schachts                                                 | Doline             | Wolpertshausen Gemarkung Rudelsdorf         | 49° 9′ 43″ N, 9° 53′ 28,1″ O                       |      | Geologische Einheit: ? Status: geschützt (Naturdenkmal Doline östl. des Rudelsdorfer Schachtes)                                               |
| 4166                 | 2 Dolinen im Gewann Rot                                                                  | Dolinen            | Wolpertshausen Gemarkung Rudelsdorf         | 49° 9′ 42,2″ N, 9° 53′ 3,4″ O                      |      | Geologische Einheit: ? Status: geschützt (Naturdenkmal 2 Dolinen im Gewann "Rot")                                                             |
| 4167                 | 6 Dolinen im Gewann Espich                                                               | Dolinen            | Wolpertshausen Gemarkung Rudelsdorf         | 49° 9′ 37″ N, 9° 52′ 59,4″ O                       |      | Geologische Einheit: ? Status: geschützt (Naturdenkmal 6 Dolinen im Gewann Espich)                                                            |
| 4168                 | 17 Dolinen im Gewann Espich                                                              | Dolinen            | Wolpertshausen Gemarkung Rudelsdorf         | 49° 9′ 34,2″ N, 9° 52′ 55,9″ O                     |      | Geologische Einheit: ? Status: geschützt (Naturdenkmal 17 Dolinen im Gewann Espich)                                                           |
| 4169                 | 4 Dolinen im Gewann Espich                                                               | Dolinen            | Wolpertshausen Gemarkung Rudelsdorf         | 49° 9′ 42,2″ N, 9° 53′ 4,9″ O                      |      | Geologische Einheit: ? Status: geschützt (Naturdenkmal 4 Dolinen im Gewann Espich)                                                            |
| 4170                 | Alter Hohlweg in den Birkäckern                                                          | Hohlweg            | Wolpertshausen Gemarkung Rudelsdorf         | 49° 9′ 52,4″ N, 9° 52′ 44,3″ O                     |      | Geologische Einheit: ? Status: geschützt (Naturdenkmal Alter Hohlweg in den Birkäckern)                                                       |
| 4171                 | Reste eines ehemaligen Steinbruchs WSW von Hörlebach                                     | Aufschluss         | Wolpertshausen                              | 49° 10′ 37,3″ N, 9° 52′ 7,6″ O                     |      | Geologische Einheit: ? Status: geschützt (Naturdenkmal Reste eines emem. Steinbruchs w.-sw. Hörlebach)                                        |
| 4172                 | Doline NNE von Haßfelden                                                                 | Doline             | Wolpertshausen                              | 49° 11′ 20,9″ N, 9° 51′ 44,7″ O                    |      | Geologische Einheit: ? Status: geschützt (Naturdenkmal Doline nord-nordöstl. von Haßfelden)                                                   |
| 4173                 | Doline nördlich von Haßfelden                                                            | Doline             | Wolpertshausen                              | 49° 11′ 15,2″ N, 9° 51′ 26,3″ O                    |      | Geologische Einheit: ? Status: geschützt (Naturdenkmal Doline nördl. von Haßfelden)                                                           |
| 4174                 | Doline auf Flst. Nr. 749 im Langholz                                                     | Doline             | Wolpertshausen                              | 49° 10′ 54,8″ N, 9° 50′ 0,5″ O                     |      | Geologische Einheit: ? Status: geschützt (Naturdenkmal Doline im "Langholz")                                                                  |
| 4175                 | Doline im Langholz auf Flst. 763                                                         | Doline             | Wolpertshausen                              | 49° 10′ 52,5″ N, 9° 50′ 4,4″ O                     |      | Geologische Einheit: ? Status: geschützt (Naturdenkmal Doline im Langholz auf Flst. 763)                                                      |
| 4176                 | Doline auf Flst. Nr.- 765 im Langholz                                                    | Doline             | Wolpertshausen                              | 49° 10′ 45,7″ N, 9° 50′ 0,9″ O                     |      | Geologische Einheit: ? Status: geschützt (Naturdenkmal Doline im Langholz auf Flrust. 765)                                                    |
| 4177                 | Doline nördlich von Rudelsdorf                                                           | Doline             | Wolpertshausen                              | 49° 10′ 10,6″ N, 9° 52′ 30,8″ O                    |      | Geologische Einheit: ? Status: geschützt (Naturdenkmal Doline nördl. von Rudelsdorf)                                                          |
| 4178                 | Doline NE von Rudelsdorf                                                                 | Doline             | Wolpertshausen                              | 49° 10′ 13,1″ N, 9° 52′ 43,7″ O                    |      | Geologische Einheit: ? Status: geschützt (Naturdenkmal Doline nordöstl. von Rudelsdorf)                                                       |
| 4179                 | Doline ENE von Rudelsdorf                                                                | Doline             | Wolpertshausen                              | 49° 10′ 10,7″ N, 9° 53′ 0,5″ O                     |      | Geologische Einheit: ? Status: geschützt (Naturdenkmal Doline ost-nordöstl. Rudelsdorf)                                                       |
| 4180                 | Wolpertshausener Schächte                                                                | Höhlen             | Wolpertshausen                              | 49° 10′ 29,4″ N, 9° 50′ 31″ O                      |      | Geologische Einheit: ? Status: geschützt (Naturdenkmal Wolpertshauser Schächte)                                                               |
| 4181                 | Doline im Gewann Bühl                                                                    | Doline             | Wolpertshausen                              | 49° 10′ 58″ N, 9° 50′ 40,1″ O                      |      | Geologische Einheit: ? Status: geschützt (Naturdenkmal Doline im Gewann Bühl)                                                                 |
| 4182                 | 2 Dolinen im Gewann Wüstes Holz                                                          | Dolinen            | Wolpertshausen Gemarkung Rudelsdorf         | 49° 9′ 47,6″ N, 9° 52′ 8,9″ O                      |      | Geologische Einheit: ? Status: geschützt (Naturdenkmal Erdfall mit Wassereinlauf und Schluckloch im Gewann Wüstes Holz)                       |
| 4183                 | Doline im Gewann Stalleswasen mit Stieleiche                                             | Doline             | Schrozberg Gemarkung Leuzendorf             | 49° 21′ 34,6″ N, 10° 5′ 55,3″ O                    |      | Geologische Einheit: ? Status: geschützt (Naturdenkmal Doline im Gewann Stalleswasen mit Stieleiche, Esche und Mostbirnenbaum)                |
| 4184                 | 3 alte Steinbrüche in den Spreuäckern                                                    | Aufschluss         | Kirchberg an der Jagst                      | 49° 11′ 30,7″ N, 10° 0′ 9,2″ O                     |      | Geologische Einheit: ? Status: geschützt (Naturdenkmal Drei alte Steinbrüche in den Spreueräckern)                                            |
| 4185                 | Gipsdoline bei Triensbach                                                                | Doline             | Crailsheim Gemarkung Triensbach             | 49° 9′ 34,7″ N, 9° 58′ 42,8″ O                     |      | Geologische Einheit: ? Status: geschützt (Naturdenkmal Gipsdoline bei Triensbach)                                                             |
| 4186                 | Hohlweg bei Holenstein                                                                   | Hohlweg            | Bühlerzell Gemarkung Holenstein             | 49° 1′ 24,8″ N, 9° 56′ 23,1″ O                     |      | Geologische Einheit: ? Status: geschützt (Naturdenkmal Hohlweg bei Holenstein)                                                                |
| 4187                 | 2 Dolinen am Strutbach bei Niederweiler                                                  | Dolinen            | Blaufelden Gemarkung Niederweiler           | 49° 18′ 58,7″ N, 9° 59′ 14″ O                      |      | Geologische Einheit: ? Status: geschützt (Naturdenkmal 2 Dolinen am Strutbach bei Niederweiler)                                               |
| 4188                 | Steinbruch E von Gammesfeld                                                              | Aufschluss         | Blaufelden Gemarkung Gammesfeld             | 49° 18′ 51,1″ N, 10° 6′ 24,9″ O                    |      | Geologische Einheit: Oberer Muschelkalk |
| 4189                 | Forstweg entlang dem Rüblinger Weg nach Steinkirchen                                     | Landschaftselement | Braunsbach Gemarkung Döttingen              | 49° 13′ 30,8″ N, 9° 46′ 7,9″ O                     |      | Geologische Einheit: Mittlerer Muschelkalk |
| 4190                 | Böschung oberh. der Straße Döttingen-Rüblingen, 600 m W von Döttingen                    | Aufschluss         | Braunsbach Gemarkung Döttingen              | 49° 13′ 19,6″ N, 9° 45′ 48,9″ O                    |      | Geologische Einheit: Unterer Muschelkalk |
| 4191                 | Böschung und Fahrweg von der Straße Bühlertann-Fronrot ins Dammbachtal                   | Aufschluss         | Bühlertann                                  | 49° 2′ 8,1″ N, 9° 54′ 59,9″ O                      |      | Geologische Einheit: Gipskeuper |
| 4192                 | Aufg. Steinbruch unmittelbar N von Bühlerzell (Grillplatz)                               | Aufschluss         | Bühlertann                                  | 49° 0′ 26″ N, 9° 55′ 12,8″ O                       |      | Geologische Einheit: Schilfsandstein |
| 4193                 | Böschung des Gruppenbachs E von Bühlerzell                                               | Aufschluss         | Bühlerzell                                  | 49° 0′ 0″ N, 9° 56′ 47,3″ O                        |      | Geologische Einheit: Bunte Mergel |
| 4194                 | Wegböschung und Mergelgrube W von Bühlerzell                                             | Aufschluss         | Bühlerzell                                  | 49° 0′ 15″ N, 9° 54′ 33,2″ O                       |      | Geologische Einheit: Schilfsandstein Bunte Mergel                                                                                             |
| 4195                 | Böschung des Gruppenbachs W der Straße Bühlerzell-Mangoldshausen, ca. 70 m S der Brücke  | Aufschluss         | Bühlerzell                                  | 48° 55′ 4,8″ N, 9° 56′ 38,8″ O                     |      | Geologische Einheit: Bunte Mergel |
| 4196                 | Bachböschung eines Seitenbachs zum Gruppenbach S der Straße Bühlerzell-Mangolshausen     | Aufschluss         | Bühlerzell                                  | 48° 59′ 47,3″ N, 9° 56′ 52″ O                      |      | Geologische Einheit: Bunte Mergel |
| 4197                 | Bachböschung eines Seitenbachs zum Gruppenbach 750 m SW von Mangoldshausen               | Aufschluss         | Bühlerzell                                  | 48° 59′ 26″ N, 9° 56′ 48,6″ O                      |      | Geologische Einheit: Bunte Mergel |
| 4198                 | Aufg. Sandgrube am nördl. Ortseingang von Hinterwald                                     | Aufschluss         | Bühlerzell                                  | 48° 58′ 51,4″ N, 9° 59′ 14,3″ O                    |      | Geologische Einheit: Goldshöfer Sande |
| 4199                 | Aufg. Steinbruch an der Straße Kottspiel-Geifertshofen                                   | Aufschluss         | Bühlerzell Gemarkung Geifertshofen          | 49° 0′ 39,5″ N, 9° 53′ 59,2″ O                     |      | Geologische Einheit: Schilfsandstein |
| 4200                 | Hohlweg am Anstieg zum Kuhberg                                                           | Hohlweg            | Crailsheim                                  | 49° 9′ 22,7″ N, 10° 5′ 49,5″ O                     |      | Geologische Einheit: Gipskeuper |
| 4201                 | Gipsbruch Firma Rigips ca. 2500 m SE der Stadtmitte von Crailsheim                       | Aufschluss         | Crailsheim                                  | 49° 7′ 18″ N, 10° 5′ 54,2″ O                       |      | Geologische Einheit: Gipskeuper |
| 4202                 | Sulzbrunnen zwischen Ingersheim und Wittnau                                              | Quelle             | Crailsheim                                  | 49° 7′ 9,7″ N, 10° 5′ 41,7″ O                      |      | Geologische Einheit: Unterer Keuper |
| 4203                 | Doline im Gewann Ameisenfeld ca. 750 m SSW von Maulach                                   | Doline             | Crailsheim Gemarkung Rossfeld               | 49° 8′ 7,4″ N, 9° 59′ 35,9″ O                      |      | Geologische Einheit: Gipskeuper |
| 4204                 | Felswand (Steinbruch) am linken Jagstufer NNW von Wollmershausen                         | Aufschluss         | Crailsheim Gemarkung Tiefenbach             | 49° 10′ 37,7″ N, 10° 1′ 56,7″ O                    |      | Geologische Einheit: Oberer Muschelkalk |
| 4205                 | Gipsbruch am N-Rand des Reußenbergs S von Triensbach                                     | Aufschluss         | Crailsheim Gemarkung Triensbach             | 49° 9′ 22,1″ N, 9° 59′ 6,8″ O                      |      | Geologische Einheit: Gipskeuper |
| 4206                 | Bachklinge ca. 100 m N der Buchmühle                                                     | Klinge             | Fichtenau Gemarkung Matzenbach              | 49° 3′ 37,6″ N, 10° 10′ 15,8″ O                    |      | Geologische Einheit: Bunte Mergel |
| 4207                 | Bachklinge ca. 200 m SW von Ruppersbach                                                  | Klinge             | Fichtenau Gemarkung Wildenstein             | 49° 5′ 47,1″ N, 10° 10′ 44,5″ O                    |      | Geologische Einheit: Bunte Mergel |
| 4208                 | Bachklinge 400 m NW von Großenhub                                                        | Klinge             | Fichtenau Gemarkung Wildenstein             | 49° 5′ 39,5″ N, 10° 9′ 58,5″ O                     |      | Geologische Einheit: Bunte Mergel |
| 4209                 | Aufg. Steinbruch NW von Fichtenberg                                                      | Aufschluss         | Fichtenberg                                 | 48° 59′ 38,3″ N, 9° 41′ 35,3″ O                    |      | Geologische Einheit: Schilfsandstein |
| 4210                 | Aufg. Mergelgrube und Böschungen N von Mittelrot                                         | Aufschluss         | Fichtenberg                                 | 48° 59′ 32,4″ N, 9° 44′ 17,6″ O                    |      | Geologische Einheit: Gipskeuper |
| 4211                 | Aufg. Steinbruch in der Mörderklinge NNE von Hinteruhlberg                               | Aufschluss         | Frankenhardt Gemarkung Gründelhardt         | 49° 3′ 48,6″ N, 9° 57′ 56,6″ O                     |      | Geologische Einheit: Schilfsandstein |
| 4212                 | Aufg. Steinbruch N der Straße Obersontheim-Gründelhart ca. 400 m E von Markertshofen     | Aufschluss         | Frankenhardt Gemarkung Gründelhardt         | 49° 4′ 5,3″ N, 9° 56′ 50,5″ O                      |      | Geologische Einheit: Schilfsandstein |
| 4213                 | Aufg. Steinbruch ca. 500 m E von Stetten                                                 | Aufschluss         | Frankenhardt Gemarkung Gründelhardt         | 49° 4′ 58,6″ N, 10° 0′ 25,9″ O                     |      | Geologische Einheit: Schilfsandstein |
| 4214                 | Aufgelassener Steinbruch SSW vom Bechhof NW von Honhardt                                 | Aufschluss         | Frankenhardt Gemarkung Honhardt             | 49° 4′ 41,7″ N, 10° 1′ 45,3″ O                     |      | Geologische Einheit: Schilfsandstein |
| 4215                 | Böschung am N-Ende von Altenfelden an der Straße nach Stetten                            | Aufschluss         | Frankenhardt Gemarkung Honhardt             | 49° 4′ 35,1″ N, 10° 0′ 5,7″ O                      |      | Geologische Einheit: Gipskeuper |
| 4216                 | Schloss Honhardt                                                                         | Aufschluss         | Frankenhardt Gemarkung Honhardt             | 49° 4′ 11″ N, 10° 2′ 16,2″ O                       |      | Geologische Einheit: ? |
| 4217                 | Böschung an der Straße Honhardt-Sandhof ca. 700 m SE von Honhardt                        | Aufschluss         | Frankenhardt Gemarkung Honhardt             | 49° 3′ 51″ N, 10° 2′ 35″ O                         |      | Geologische Einheit: Bunte Mergel |
| 4218                 | Hohlweg N von Eutendorf zum Schneitberg                                                  | Hohlweg            | Gaildorf Gemarkung Eutendorf                | 49° 2′ 7,1″ N, 9° 46′ 8,2″ O                       |      | Geologische Einheit: Gipskeuper |
| 4219                 | Aufg. Steinbruch NW von Großaltdorf                                                      | Aufschluss         | Gaildorf Gemarkung Eutendorf                | 49° 1′ 2,7″ N, 9° 45′ 22,9″ O                      |      | Geologische Einheit: Oberer Muschelkalk |
| 4220                 | Klinge an der Winzenweiler Steige wenig oberh. des Steigenhauses in scharfer Rechtskurve | Klinge             | Gaildorf                                    | 49° 0′ 53,9″ N, 9° 47′ 8,5″ O                      |      | Geologische Einheit: Bunte Mergel |
| 4221                 | Aufg. Steinbruch an der Winzenweiler Steige am Beginn der Plateauverebnung               | Aufschluss         | Gaildorf                                    | 49° 0′ 50,5″ N, 9° 47′ 30,6″ O                     |      | Geologische Einheit: Bunte Mergel |
| 4222                 | Straßenaufschluss an der Winzenweiler Steige kurz nach dem Ortsende von Gaildorf         | Aufschluss         | Gaildorf                                    | 49° 0′ 34″ N, 9° 46′ 36,7″ O                       |      | Geologische Einheit: Gipskeuper |
| 4223                 | Aufg. Steinbruch in Ottendorf S der Straße Ottendorf-Eutendorf vor der Kocherbrücke      | Aufschluss         | Gaildorf Gemarkung Ottendorf                | 49° 1′ 46,8″ N, 9° 45′ 4,8″ O                      |      | Geologische Einheit: Oberer Muschelkalk |
| 4224                 | Eisbach im Eisbachtal SE der Winzenweiler Steige                                         | Landschaftselement | Gaildorf Gemarkung Ottendorf                | 49° 0′ 41,9″ N, 9° 48′ 39,4″ O                     |      | Geologische Einheit: Keuperfeuerstein |
| 4225                 | Aufg. Steinbruch ca. 700 m N vom Steinbächle                                             | Aufschluss         | Ilshofen Gemarkung Unteraspach              | 49° 9′ 27,6″ N, 9° 53′ 9,6″ O                      |      | Geologische Einheit: Grenze Oberer Muschelkalk Unterer Keuper                                                                                 |
| 4226                 | Böschung ca. 1200 m SE von Unterscheffach                                                | Aufschluss         | Ilshofen Gemarkung Unteraspach              | 49° 7′ 57,5″ N, 9° 51′ 49″ O                       |      | Geologische Einheit: Oberer Muschelkalk |
| 4227                 | Böschung entlang der Straße Großaltdorf-Oberscheffach                                    | Aufschluss         | Ilshofen Gemarkung Unteraspach              | 49° 7′ 25,1″ N, 9° 52′ 3,3″ O                      |      | Geologische Einheit: Oberer Muschelkalk |
| 4228                 | Böschung N von Kirchberg an der Jagst                                                    | Aufschluss         | Kirchberg an der Jagst                      | 49° 12′ 27,6″ N, 9° 59′ 1,1″ O                     |      | Geologische Einheit: Oberer Muschelkalk |
| 4229                 | Teufelsklinge ins Jagsttal SE von Kirchberg an der Jagst                                 | Klinge             | Kirchberg an der Jagst                      | 49° 11′ 32,4″ N, 9° 59′ 22,2″ O                    |      | Geologische Einheit: Mittlerer Muschelkalk Oberer Muschelkalk                                                                                 |
| 4230                 | Aufg. Sandgrube und Ackerflächen entlang der Straße Kirchberg a. d. Jagst und Lendsiedel | Aufschluss         | Kirchberg an der Jagst                      | 49° 12′ 3,6″ N, 9° 58′ 31″ O                       |      | Geologische Einheit: ? |
| 4231                 | Feldflur unmittelbar E der Straße Laßbach-Bächlingen                                     | Landschaftselement | Langenburg Gemarkung Bächlingen             | 49° 14′ 10,7″ N, 9° 49′ 49,5″ O                    |      | Geologische Einheit: Keuperfeuerstein |
| 4232                 | Aufg. Steinbruch am westl. Ortsende von Ammertsweiler gegenüber dem Friedhof             | Aufschluss         | Mainhardt Gemarkung Ammertsweiler           | 49° 5′ 36,4″ N, 9° 31′ 4,9″ O                      |      | Geologische Einheit: Stubensandstein |
| 4233                 | Aufg. Steinbruch ca. 500 m NNE von Stock                                                 | Aufschluss         | Mainhardt Gemarkung Bubenorbis              | 49° 4′ 53,9″ N, 9° 34′ 49,2″ O                     |      | Geologische Einheit: Stubensandstein |
| 4234                 | Aufg. Steinbruch S der B 14 E von Mainhardt ca. 250 m vor Stock                          | Aufschluss         | Mainhardt Gemarkung Bubenorbis              | 49° 4′ 35,2″ N, 9° 34′ 27,3″ O                     |      | Geologische Einheit: Stubensandstein |
| 4235                 | Aufg. Kiesgrube in der Goldmahd 200 m SE von Aschenhütte an der B 14                     | Aufschluss         | Mainhardt Gemarkung Bubenorbis              | 49° 4′ 46,3″ N, 9° 35′ 18,2″ O                     |      | Geologische Einheit: Pleistozäne Schotter |
| 4236                 | Aufg. Steinbruch im westl. Ortsbereich von Geißelhardt                                   | Aufschluss         | Mainhardt Gemarkung Geißelhardt             | 49° 6′ 18,3″ N, 9° 33′ 59,9″ O                     |      | Geologische Einheit: Stubensandstein |
| 4237                 | Bachriss Kümmelsbachklinge SE von Mönchsberg siehe: Kümmelsbach 250710.jpg               | Aufschluss         | Mainhardt Gemarkung Hütten                  | 49° 3′ 32,2″ N, 9° 34′ 13,3″ O                     |      | Geologische Einheit: Grenze Bunte Mergel Stubensandstein                                                                                      |
| 4238                 | Aufg. Mergelgrube N von Gailsbach wenig S von Seehäuser                                  | Aufschluss         | Mainhardt                                   | 49° 5′ 48,4″ N, 9° 33′ 23,1″ O                     |      | Geologische Einheit: Stubensandstein |
| 4239                 | Aufg. Mergelgrube W von Mainhardt-Seehäuser                                              | Aufschluss         | Mainhardt                                   | 49° 5′ 47,6″ N, 9° 32′ 53″ O                       |      | Geologische Einheit: Stubensandstein |
| 4240                 | Aufschluss (linke Böschung) in Mainhardt am Sträßchen kurz vor dem Freibad               | Aufschluss         | Mainhardt                                   | 49° 4′ 51,8″ N, 9° 33′ 7,1″ O                      |      | Geologische Einheit: Stubensandstein |
| 4241                 | Sandgrube Firma Waldbüsser ca. 2000 m WSW von Mainhardt                                  | Aufschluss         | Mainhardt                                   | 49° 4′ 15,2″ N, 9° 32′ 5,7″ O                      |      | Geologische Einheit: Stubensandstein |
| 4242                 | Steinbruch und Schotterwerk N vom Bhf. Wilhelmsglück NNW von Hirschfelden                | Aufschluss         | Michelbach an der Bilz                      | 49° 4′ 5,7″ N, 9° 45′ 8,4″ O                       |      | Geologische Einheit: Oberer Muschelkalk |
| 4243                 | Böschung und aufg. Steinbruch W von Hirschfelden an der Straße nach Wilhelmsglück        | Aufschluss         | Michelbach an der Bilz                      | 49° 3′ 45,4″ N, 9° 44′ 48,4″ O                     |      | Geologische Einheit: Oberer Muschelkalk |
| 4244                 | Aufg. Gipsbruch ca. 400 m NE von Gschlachtenbretzingen                                   | Aufschluss         | Michelbach an der Bilz                      | 49° 5′ 13,5″ N, 9° 45′ 31,6″ O                     |      | Geologische Einheit: Gipskeuper |
| 4245                 | Bahneinschnitt und Steinbruch E von Gschlachtenbretzingen                                | Aufschluss         | Michelbach an der Bilz                      | 49° 5′ 23,1″ N, 9° 45′ 46,5″ O                     |      | Geologische Einheit: Gipskeuper |
| 4246                 | Aufg. Steinbruch ca. 750 m W von Neunkirchen                                             | Aufschluss         | Michelfeld                                  | 49° 7′ 3,4″ N, 9° 36′ 50,5″ O                      |      | Geologische Einheit: Bunte Mergel |
| 4247                 | Aufg. Steinbruch N von Blindheim                                                         | Aufschluss         | Michelfeld                                  | 49° 6′ 3,2″ N, 9° 37′ 47″ O                        |      | Geologische Einheit: Stubensandstein |
| 4248                 | Äcker beim Wasserturm von Kornberg                                                       | Landschaftselement | Oberrot                                     | 49° 2′ 21,1″ N, 9° 38′ 47,7″ O                     |      | Geologische Einheit: Feuerstein |
| 4249                 | Aufschluss bei Frankenberg kurz nach der Abzw. von der Straße Oberrot-Westheim           | Aufschluss         | Oberrot                                     | 49° 2′ 10,7″ N, 9° 40′ 48,2″ O                     |      | Geologische Einheit: Stubensandstein |
| 4250                 | Aufg. Mergelgrube im Stiersbachtal 200 m NW von Stiersbach                               | Aufschluss         | Oberrot                                     | 49° 1′ 4,9″ N, 9° 41′ 11,9″ O                      |      | Geologische Einheit: Gipskeuper |
| 4251                 | Mergelgrube ca. 1000 m W vom Stiershof                                                   | Aufschluss         | Oberrot                                     | 49° 1′ 1″ N, 9° 41′ 4,5″ O                         |      | Geologische Einheit: Gipskeuper |
| 4252                 | Böschung NNE von Unterfischach                                                           | Aufschluss         | Obersontheim Gemarkung Mittelfischach       | 49° 1′ 46,8″ N, 9° 52′ 40,2″ O                     |      | Geologische Einheit: Gipskeuper |
| 4253                 | Aufg. Mergelgrube am NE-Ortsausgang von Mittelfischach nach Obersontheim                 | Aufschluss         | Obersontheim Gemarkung Mittelfischach       | 49° 2′ 38,6″ N, 9° 51′ 55,8″ O                     |      | Geologische Einheit: Gipskeuper |
| 4254                 | Straßenböschung ca. 100 m SE von Engelhofen                                              | Aufschluss         | Obersontheim Gemarkung Mittelfischach       | 49° 1′ 23,7″ N, 9° 50′ 52″ O                       |      | Geologische Einheit: Gipskeuper |
| 4255                 | Gipsgrube NE Obersontheim                                                                | Aufschluss         | Obersontheim                                | 49° 3′ 51,7″ N, 9° 54′ 56,9″ O                     |      | Geologische Einheit: Gipskeuper |
| 4256                 | Kleine Gipsgrube NE von Obersontheim an der Straße nach Crailsheim                       | Aufschluss         | Obersontheim                                | 49° 3′ 42,1″ N, 9° 54′ 46,9″ O                     |      | Geologische Einheit: Gipskeuper |
| 4257                 | Steinbrüche SSE von Vellberg                                                             | Aufschluss         | Obersontheim Gemarkung Untersontheim        | 49° 4′ 32,7″ N, 9° 53′ 43,7″ O                     |      | Geologische Einheit: Oberer Muschelkalk |
| 4258                 | Steinbruch am Hahnenberg ca. 1000 m SE von Vellberg                                      | Aufschluss         | Obersontheim Gemarkung Untersontheim        | 49° 4′ 25″ N, 9° 53′ 44,6″ O                       |      | Geologische Einheit: Oberer Muschelkalk Unterer Keuper                                                                                        |
| 4259                 | Böschungsaufschlüsse S von Hausen auf die Hochfläche                                     | Aufschluss         | Obersontheim Gemarkung Untersontheim        | 49° 3′ 24,6″ N, 9° 51′ 56,6″ O                     |      | Geologische Einheit: Gipskeuper |
| 4260                 | Aufg. Steinbruch bei der Mettelmühle in Obersontheim                                     | Aufschluss         | Obersontheim Gemarkung Untersontheim        | 49° 3′ 42,6″ N, 9° 53′ 35,4″ O                     |      | Geologische Einheit: Oberer Muschelkalk |
| 4261                 | Aufg. Steinbrüche NW von Rieden gegenüber dem Bad                                        | Aufschluss         | Rosengarten Gemarkung Rieden                | 49° 4′ 5,1″ N, 9° 42′ 15″ O                        |      | Geologische Einheit: Unterer Keuper |
| 4262                 | Aufg. Steinbruch am NE-Ende von Westheim                                                 | Aufschluss         | Rosengarten Gemarkung Westheim              | 49° 3′ 17″ N, 9° 44′ 29,7″ O                       |      | Geologische Einheit: Oberer Muschelkalk |
| 4263                 | Aufg. Steinbruch an der Straße Westheim-Hirschfelden                                     | Aufschluss         | Rosengarten Gemarkung Westheim              | 49° 3′ 10,8″ N, 9° 44′ 35,6″ O                     |      | Geologische Einheit: Oberer Muschelkalk |
| 4264                 | Aufg. Steinbruch im Brenntenwald ENE von Frankenberg                                     | Aufschluss         | Rosengarten Gemarkung Uttenhofen            | 49° 2′ 25,9″ N, 9° 42′ 39,2″ O                     |      | Geologische Einheit: Stubensandstein |
| 4265                 | Aufg. Steinbruch ca. 800 m N von Gammelsfeld an der Straße nach Lenzendorf               | Aufschluss         | Rot am See Gemarkung Hausen                 | 49° 18′ 50,5″ N, 10° 6′ 21,9″ O                    |      | Geologische Einheit: Oberer Muschelkalk |
| 4266                 | Tongrube Reubach am Ortsausgang von Michelbach a. d. Lücke                               | Aufschluss         | Rot am See Gemarkung Reubach                | 49° 15′ 21,7″ N, 10° 6′ 19,8″ O                    |      | Geologische Einheit: Feuerstein |
| 4267                 | Ackerflächen an der B 290 ca. 2000 m SSE von Rot am See                                  | Landschaftselement | Rot am See                                  | 49° 14′ 4,5″ N, 10° 2′ 33,1″ O                     |      | Geologische Einheit: ? |
| 4268                 | Steinbruch Schön und Hipperlein W von Neidenfels                                         | Aufschluss         | Satteldorf                                  | 49° 10′ 38,6″ N, 10° 3′ 8,3″ O                     |      | Geologische Einheit: Oberer Muschelkalk |
| 4269                 | Aufgelassener Steinbruch NW Neidenfels                                                   | Aufschluss         | Satteldorf                                  | 49° 10′ 46,4″ N, 10° 3′ 42″ O                      |      | Geologische Einheit: Oberer Muschelkalk |
| 4270                 | Felsböschung an der Mündung des Sundbachs in die Jagst SW von Neidenfels                 | Aufschluss         | Satteldorf                                  | 49° 10′ 36,6″ N, 10° 3′ 48,7″ O                    |      | Geologische Einheit: Kalktuff |
| 4271                 | Gipsgrube im Gewann Simmelsbusch NE von Satteldorf                                       | Aufschluss         | Satteldorf                                  | 49° 10′ 51,7″ N, 10° 5′ 51,5″ O                    |      | Geologische Einheit: Gipskeuper |
| 4272                 | Steinbruch/Schotterwerk bei der Heldenmühle                                              | Aufschluss         | Satteldorf                                  | 49° 9′ 18,9″ N, 10° 3′ 51″ O                       |      | Geologische Einheit: Oberer Muschelkalk |
| 4273                 | Steinbruch N von Schmalfelden                                                            | Aufschluss         | Schrozberg Gemarkung Schmalfelden           | 49° 19′ 45,3″ N, 10° 1′ 32,4″ O                    |      | Geologische Einheit: Oberer Muschelkalk |
| 4274                 | Steinbruch bei Gütbach an der B 290                                                      | Aufschluss         | Schrozberg Gemarkung Riedbach               | 49° 21′ 52,9″ N, 9° 54′ 10″ O                      |      | Geologische Einheit: Oberer Muschelkalk |
| 4275                 | Ackerflächen um den Wasserturm SSW von Kälberbach                                        | Landschaftselement | Schrozberg                                  | 49° 19′ 47,7″ N, 9° 56′ 4,1″ O                     |      | Geologische Einheit: Feuerstein |
| 4276                 | Aufg. Steinbruch an der Heimbacher Steige, Heimbach an der Abzweigung B 14/B 19          | Aufschluss         | Schwäbisch Hall                             | 49° 6′ 36,9″ N, 9° 43′ 14,8″ O                     |      | Geologische Einheit: Oberer Muschelkalk |
| 4277                 | Aufg. Steinbruch an der Hessentaler Steige SW von Hessental                              | Aufschluss         | Schwäbisch Hall                             | 49° 5′ 58,8″ N, 9° 45′ 32,3″ O                     |      | Geologische Einheit: Oberer Muschelkalk |
| 4278                 | Felsböschung an der Straße Schwäbisch Hall-Tullau N von Tullau                           | Aufschluss         | Schwäbisch Hall                             | 49° 5′ 50,5″ N, 9° 44′ 24,6″ O                     |      | Geologische Einheit: Oberer Muschelkalk |
| 4279                 | Felsböschung an der Straße Schwäbisch Hall-Tullau N von Tullau                           | Aufschluss         | Schwäbisch Hall                             | 49° 6′ 1,7″ N, 9° 44′ 41,1″ O                      |      | Geologische Einheit: Unterer Muschelkalk |
| 4280                 | Verwachsene Steinbrüche in der Seitenklinge des Waschbachs zwischen SHA und Hessental    | Aufschluss         | Schwäbisch Hall                             | 49° 5′ 41″ N, 9° 45′ 27,1″ O                       |      | Geologische Einheit: Unterer Keuper |
| 4281                 | Aufg. Steinbruch am W Ortsrand von Randenweiler                                          | Aufschluss         | Stimpfach                                   | 49° 3′ 22,3″ N, 10° 4′ 45″ O                       |      | Geologische Einheit: ? |
| 4282                 | Nägelesbach-Wasserfall bei der Einmündung der Hasenklinge NE von Laufen                  | Wasserfall         | Sulzbach-Laufen Gemarkung Laufen            | 48° 56′ 51,8″ N, 9° 52′ 50,3″ O                    |      | Geologische Einheit: Bunte Mergel |
| 4283                 | Nägelesbach-Tal NE von Laufen                                                            | Landschaftselement | Sulzbach-Laufen Gemarkung Laufen            | 48° 56′ 51,5″ N, 9° 53′ 31,5″ O                    |      | Geologische Einheit: Bunte Mergel |
| 4284                 | Böschung des Krempelbachs ca. 1000 m WSW von Wengen                                      | Aufschluss         | Sulzbach-Laufen Gemarkung Laufen            | 48° 55′ 20,1″ N, 9° 51′ 38,9″ O                    |      | Geologische Einheit: Grenze Bunte Mergel Stubensandstein                                                                                      |
| 4285                 | Prallhang des Eisbachs N von Sulzbach                                                    | Aufschluss         | Sulzbach-Laufen Gemarkung Sulzbach          | 48° 58′ 41,6″ N, 9° 49′ 58,6″ O                    |      | Geologische Einheit: Gipskeuper |
| 4286                 | Irsbachtal N von Sulzbach                                                                | Landschaftselement | Sulzbach-Laufen Gemarkung Sulzbach          | 48° 59′ 4,9″ N, 9° 51′ 20,1″ O                     |      | Geologische Einheit: Grenze Gipskeuper bis Bunte Mergel                                                                                       |
| 4287                 | Nägelesbach-Tal NE von Laufen, S der Ochsenhalde                                         | Landschaftselement | Sulzbach-Laufen Gemarkung Laufen            | 48° 56′ 50,5″ N, 9° 52′ 16,8″ O                    |      | Geologische Einheit: Grenze Schilfsandstein bis Bunte Mergel                                                                                  |
| 4288                 | Aufg. Steinbruch NNW Enslingen an der Straße Haagen-Schönenberg                          | Aufschluss         | Untermünkheim Gemarkung Übrigshausen        | 49° 10′ 0,1″ N, 9° 45′ 8,8″ O                      |      | Geologische Einheit: Oberer Muschelkalk |
| 4289                 | Aufschluss am Steigenhaus S von Übrigshausen                                             | Aufschluss         | Untermünkheim Gemarkung Übrigshausen        | 49° 9′ 58,3″ N, 9° 43′ 3,9″ O                      |      | Geologische Einheit: Oberer Muschelkalk |
| 4290                 | Steinbruch und Schotterwerk E von Wittighausen an der Straße nach Untermünkheim          | Aufschluss         | Untermünkheim                               | 49° 9′ 27,3″ N, 9° 42′ 54,6″ O                     |      | Geologische Einheit: Oberer Muschelkalk |
| 4291                 | Aufg. Steinbruch am Eichelhof NNW Untermünkheim                                          | Aufschluss         | Untermünkheim                               | 49° 9′ 32,5″ N, 9° 43′ 45,5″ O                     |      | Geologische Einheit: Unterer Keuper |
| 4292                 | Gipsbruch Mack ca. 600 m NE von Lorenzenzimmern                                          | Aufschluss         | Vellberg Gemarkung Großaltdorf              | 49° 8′ 5,2″ N, 9° 56′ 10,6″ O                      |      | Geologische Einheit: Gipskeuper |
| 4293                 | Steinbruch/Schotterwerk Schumann 500 m S von Eschenau                                    | Aufschluss         | Vellberg                                    | 49° 4′ 42,4″ N, 9° 53′ 53,8″ O                     |      | Geologische Einheit: Oberer Muschelkalk |
| 4294                 | Gipsgrube Firma Knauf am S-Hang des Äulesbergs NW von Vellberg-Talheim                   | Aufschluss         | Vellberg                                    | 49° 6′ 21,4″ N, 9° 52′ 36,7″ O                     |      | Geologische Einheit: Gipskeuper |
| 4295                 | Böschung in Talheim Ecke Großaltdorfer Straße/Brunnenstraße                              | Aufschluss         | Vellberg                                    | 49° 5′ 48,7″ N, 9° 53′ 10,6″ O                     |      | Geologische Einheit: Kalktuff |
| 4296                 | Verwachsener Steinbruch am W-Trauf des Schlegelsbergs E von Vellberg                     | Aufschluss         | Vellberg                                    | 49° 5′ 20,1″ N, 9° 53′ 27,8″ O                     |      | Geologische Einheit: Schilfsandstein |
| 4297                 | Straßenböschung an der Straße zum Schlegelsberg (420 m NN-Höhelinie)                     | Aufschluss         | Vellberg                                    | 49° 5′ 5″ N, 9° 54′ 2,5″ O                         |      | Geologische Einheit: Gipskeuper |
| 4298                 | Aufg. Steinbruch ca. 900 m WNW von Wallhausen am Talhang des Weidenbachs                 | Aufschluss         | Wallhausen                                  | 49° 13′ 2,6″ N, 10° 3′ 13,8″ O                     |      | Geologische Einheit: Oberer Muschelkalk |
| 4299                 | Böschung S der Reinlesklinge ca. 600 m S von Reinsberg                                   | Aufschluss         | Wolpertshausen                              | 49° 8′ 36,6″ N, 9° 51′ 17,6″ O                     |      | Geologische Einheit: Oberer Muschelkalk |